# FEI Nations Cup 2017 (Springreiten)
Der FEI Nations Cup 2017 der Springreiter war eine Saison des FEI Nations Cups. Er stand damit in einer über hundert Jahre andauernden Tradition von Nationenpreisturnieren im Springreiten.

## Ablauf der Turnierserie
Nach fünf Jahren endete mit der Saison 2016 das Sponsoring des Saudi Equestrian Fund, die Nationenpreisserie stand somit ohne Haupt- und Namenssponsor dar. Weiterhin als „offizieller Zeitnehmer“ sponserte Longines die Serie.
Zu deutlichen Reglementänderungen im Vergleich zum Vorjahr kam es in Europa-Liga 1, dies betraf zum einen die Anzahl der Mannschaften (nun acht), zum anderen das System zur Vergabe von Wertungspunkten.
Weiterhin gab es sieben (theoretische) Ligen, die über die Welt verteilt waren: Europa 1, Europa 2, Nord- und Zentralamerika, Südamerika, Naher Osten, Asien/Australasien und Afrika. Da in Asien/Australasien, Afrika und Südamerika jedoch keine entsprechenden Nationenpreisturniere durchgeführt wurden, wurden nur vier Ligen ausgerichtet.
Bei jedem Nationenpreis der Serie wurden Wertungspunkte vergeben. Zur Anwendung kam dabei das zur Saison 2014 überarbeitete Punktesystem:
| Platz  | 1   | 2  | 3  | 4  | 5  | 6  | 7  | 8  | 9  | 10 | weitere      |
| Punkte | 100 | 90 | 80 | 70 | 60 | 55 | 50 | 45 | 40 | 35 | keine Punkte |

Die Zahl an Nationenpreisen, bei denen die Mannschaften Punkte sammeln können, unterschieden sich je nach Liga: In der Europa-Liga 1 musste jeder nationale Verband zu Beginn der Saison sechs Nationenpreise auswählen. Die vier besten Ergebnisse einer jeden Mannschaft (bei den ausgewählten Nationenpreisen) gingen in die Gesamtwertung ein. In den übrigen Ligen war eine vorherige Festlegung nicht erforderlich, in der Europa-Liga 2 zählten pro Equipe maximal die gesammelten Wertungspunkte bei vier Nationenpreisen dieser Liga.
Die Nationenpreise der Saison 2017 erstreckten sich von Mitte Februar bis Anfang September. Nach Abschluss der Saison wurde ein Finalturnier durchgeführt. Als Austragungsort hierfür wurde zum fünften Mal in Folge Barcelona ausgewählt. Es qualifizierten sich für das Finale 18 Mannschaften: aus Europa 1 sieben, aus Europa 2 zwei, aus Nord- und Zentralamerika zwei, aus Südamerika zwei, aus dem Mittleren Osten zwei, aus Asien/Australasien zwei und aus Afrika eine Equipe. Soweit sich das Gastgeberland des Finals nicht qualifiziert hätte, dürfte dieses als 19. Mannschaft an den Start gehen.

## Nahost-Liga
Auch in dieser Saison umfasste die Nahost-Liga nur eine Wertungsprüfung, den Nationenpreis der Vereinigten Arabischen Emirate. Das CSIO 5*-Turnier President of UAE Show Jumping Cup fand in al-Ain vom 15. bis 18. Februar 2017 statt.
Ausgetragen wurde der Nationenpreis am Donnerstagnachmittag (16. Februar). Nach dem ersten Umlauf lagen Frankreich, Italien und Katar gleichauf mit vier Strafpunkten. Den Franzosen gelang es, den zweiten Umlauf ohne weitere Strafpunkte zu beenden, so dass der Sieg wie im Vorjahr an Frankreich ging. Die beste Mannschaft aus der Nahostliga war Katar, auch die Mannschaft der Vereinigten Arabischen Emirate qualifizierte sich für das Saisonfinale in Barcelona.
|             | Mannschaft                                        | Reiter                   | Pferd                                | 1. Umlauf   | 2. Umlauf   | Strafpunkte (Gesamt) | Stechen  | Stechen | Preis- geld | Wertungs- punkte |
| Strafpunkte | Mannschaft                                        | Reiter                   | Pferd                                | Strafpunkte | Strafpunkte | Strafpunkte (Gesamt) | Zeit (s) |         | Preis- geld | Wertungs- punkte |
| ----------- | ------------------------------------------------- | ------------------------ | ------------------------------------ | ----------- | ----------- | -------------------- | -------- | ------- | ----------- | ---------------- |
| 1           | Frankreich (Mannschaft aus der Europa-Liga 1)     | Philippe Rozier          | Rahotep de Toscane                   | 0           | 0           |                      |          |         |             |                  |
| 1           | Frankreich (Mannschaft aus der Europa-Liga 1)     | Frederic David           | Equador van't Roosakker              | 4           | 0           |                      |          |         |             |                  |
| 1           | Frankreich (Mannschaft aus der Europa-Liga 1)     | Adeline Hécart           | Pasha du Gue                         | (10)        | (4)         |                      |          |         |             |                  |
| 1           | Frankreich (Mannschaft aus der Europa-Liga 1)     | Patrice Delaveau         | Aquila                               | 0           | 0           |                      |          |         |             |                  |
| 1           | Frankreich (Mannschaft aus der Europa-Liga 1)     |                          |                                      | 4           | 0           | 4                    |          |         | 38.500 €    | –                |
| 2           | Katar                                             | Hamad Al Attiyah         | Appagino                             | (12)        | 4           |                      |          |         |             |                  |
| 2           | Katar                                             | Khalid Mohammed Al Emadi | Tamira IV                            | 4           | 0           |                      |          |         |             |                  |
| 2           | Katar                                             | Faleh Al Ajami           | Armstrong van de Kapel               | 0           | (15)        |                      |          |         |             |                  |
| 2           | Katar                                             | Ali bin Chalid Al Thani  | First Devision                       | 0           | 0           |                      |          |         |             |                  |
| 2           | Katar                                             |                          |                                      | 4           | 4           | 8                    |          |         | 31.000 €    | 90               |
| 3           | Italien (Mannschaft aus der Europa-Liga 1)        | Michael Cristofoletti    | Belony                               | 4           | 0           |                      |          |         |             |                  |
| 3           | Italien (Mannschaft aus der Europa-Liga 1)        | Paolo Paini              | Ottava Meraviglia di Ca' San Giorgio | (4)         | 4           |                      |          |         |             |                  |
| 3           | Italien (Mannschaft aus der Europa-Liga 1)        | Francesco Turturiello    | Quinoa des Pres                      | 0           | 4           |                      |          |         |             |                  |
| 3           | Italien (Mannschaft aus der Europa-Liga 1)        | Emilio Bicocchi          | Ares                                 | 0           | (8)         |                      |          |         |             |                  |
| 3           | Italien (Mannschaft aus der Europa-Liga 1)        |                          |                                      | 4           | 8           | 12                   |          |         | 23.000 €    | –                |
| 4           | Deutschland (Mannschaft aus der Europa-Liga 1)    | Felix Haßmann            | Cayenne                              | 4           | 0           |                      |          |         |             |                  |
| 4           | Deutschland (Mannschaft aus der Europa-Liga 1)    | Niklas Krieg             | Carella                              | (12)        | (8)         |                      |          |         |             |                  |
| 4           | Deutschland (Mannschaft aus der Europa-Liga 1)    | David Will               | Monodie H                            | 4           | 4           |                      |          |         |             |                  |
| 4           | Deutschland (Mannschaft aus der Europa-Liga 1)    | Mario Stevens            | Baloubet                             | 4           | 0           |                      |          |         |             |                  |
| 4           | Deutschland (Mannschaft aus der Europa-Liga 1)    |                          |                                      | 12          | 4           | 16                   |          |         | 16.500 €    | –                |
| 4           | Schweiz (Mannschaft aus der Europa-Liga 1)        | Romain Duguet            | Twentytwo des Biches                 | 4           | 0           |                      |          |         |             |                  |
| 4           | Schweiz (Mannschaft aus der Europa-Liga 1)        | Claudia Gisler           | Cordel                               | (8)         | 4           |                      |          |         |             |                  |
| 4           | Schweiz (Mannschaft aus der Europa-Liga 1)        | Philipp Züger            | Casanova                             | 4           | (8)         |                      |          |         |             |                  |
| 4           | Schweiz (Mannschaft aus der Europa-Liga 1)        | Christina Liebherr       | Eagle Eye                            | 0           | 4           |                      |          |         |             |                  |
| 4           | Schweiz (Mannschaft aus der Europa-Liga 1)        |                          |                                      | 8           | 8           | 16                   |          |         | 16.500 €    | –                |
| 6           | Irland (Mannschaft aus der Europa-Liga 1)         |                          |                                      | 12          | 8           | 20                   |          |         | 12.000 €    | –                |
| 7           | Vereinigte Arabische Emirate                      |                          |                                      | 16          | 20          | 36                   |          |         | 10.000 €    | 50               |
| 8           | Großbritannien (Mannschaft aus der Europa-Liga 1) |                          |                                      | 16          | 21          | 37                   |          |         | 7.500 €     | –                |
| 9           | Saudi-Arabien                                     |                          |                                      | 24          |             |                      |          |         |             | 40               |

(Ausgeklammerte Strafpunkte zählen als Streichergebnis nicht für das Mannschaftsergebnis)

## Nord- und Zentralamerikaliga
Der Turnierkalender der Nord- und Zentralamerikaliga (vollständiger Name: North and Central America & Caribbean Division) umfasste wie in den Vorjahren drei Nationenpreisturniere, die alle in der ersten Jahreshälfte durchgeführt wurden.

### 1. Prüfung: Vereinigte Staaten
Das dritte Jahr in Folge fand das US-amerikanische Nationenpreisturnier in der selbsternannten Horse Capital of the World, Ocala, statt. Das CSIO 4*-Turnier wurde auf der HITS Post Time Farm als fünfte Woche der hier ausgetragenen Turnierserie Ocala Winter Circuit vom 16. bis 21. Februar 2017 durchgeführt.
Das Niveau der teilnehmenden Mannschaften unterschied sich im Nationenpreis von Ocala deutlich: Während vier Equipen im ersten Umlauf auf Ergebnisse zwischen vier und zwölf Strafpunkte kamen, waren die Mannschaften von El Salvador und Venezuela weitgehend mit dem Parcours überfordert. Der Sieg ging an Irland mit insgesamt 12 Strafpunkten.
|             | Mannschaft                                | Reiter                | Pferd          | 1. Umlauf   | 2. Umlauf   | Strafpunkte (Gesamt) | Stechen  | Stechen | Preis- geld | Wertungs- punkte |
| Strafpunkte | Mannschaft                                | Reiter                | Pferd          | Strafpunkte | Strafpunkte | Strafpunkte (Gesamt) | Zeit (s) |         | Preis- geld | Wertungs- punkte |
| ----------- | ----------------------------------------- | --------------------- | -------------- | ----------- | ----------- | -------------------- | -------- | ------- | ----------- | ---------------- |
| 1           | Irland (Mannschaft aus der Europa-Liga 1) | Shane Sweetnam        | Chaqui Z       | 0           | 4           |                      |          |         |             |                  |
| 1           | Irland (Mannschaft aus der Europa-Liga 1) | Kevin Babington       | Shorapur       | 4           | 4           |                      |          |         |             |                  |
| 1           | Irland (Mannschaft aus der Europa-Liga 1) | Richie Moloney        | Carrabis Z     | (12)        | (12)        |                      |          |         |             |                  |
| 1           | Irland (Mannschaft aus der Europa-Liga 1) | Cian O’Connor         | Seringat       | 0           | 0           |                      |          |         |             |                  |
| 1           | Irland (Mannschaft aus der Europa-Liga 1) |                       |                | 4           | 8           | 12                   |          |         | 37.500 US-$ | –                |
| 2           | Vereinigte Staaten                        | McLain Ward           | Rothchild      | 0           | 4           |                      |          |         |             |                  |
| 2           | Vereinigte Staaten                        | Lillie Keenan         | Super Sox      | 8           | (4)         |                      |          |         |             |                  |
| 2           | Vereinigte Staaten                        | Lauren Hough          | Cornet         | (12)        | 4           |                      |          |         |             |                  |
| 2           | Vereinigte Staaten                        | Beezie Madden         | Breitling      | 0           | 0           |                      |          |         |             |                  |
| 2           | Vereinigte Staaten                        |                       |                | 8           | 8           | 16                   |          |         | 22.000 US-$ | 90               |
| 3           | Kanada                                    | Tiffany Foster        | Victor         | 0           | 0           |                      |          |         |             |                  |
| 3           | Kanada                                    | Elizabeth Gingras     | Coup de Chance | 8           | 8           |                      |          |         |             |                  |
| 3           | Kanada                                    | Amy Millar            | Heros          | (8)         | (12)        |                      |          |         |             |                  |
| 3           | Kanada                                    | Ian Millar            | Dixson         | 4           | 4           |                      |          |         |             |                  |
| 3           | Kanada                                    |                       |                | 12          | 12          | 24                   |          |         | 17.500 US-$ | 80               |
| 4           | Mexiko                                    | Arturo Parada Vallejo | Constar        | 0           | (13)        |                      |          |         |             |                  |
| 4           | Mexiko                                    | Alberto Sánchez Cózar | Wupp           | (12)        | 4           |                      |          |         |             |                  |
| 4           | Mexiko                                    | Gustavo Ramos         | Izzy Miaki     | 4           | 8           |                      |          |         |             |                  |
| 4           | Mexiko                                    | Eugenio Garza Perez   | Victer Finn    | 4           | 8           |                      |          |         |             |                  |
| 4           | Mexiko                                    |                       |                | 8           | 20          | 28                   |          |         | 13.500 US-$ | 70               |
| 5           | Kolumbien (Mannschaft aus Südamerika)     |                       |                | 28          | 24          | 52                   |          |         | 9.500 US-$  | –                |
| 6           | El Salvador                               |                       |                | 49          | –           | AUFG                 |          |         |             | 55               |
| 7           | Venezuela (Mannschaft aus Südamerika)     |                       |                | AUFG        |             |                      |          |         |             | –                |

(Ausgeklammerte Strafpunkte zählen als Streichergebnis nicht für das Mannschaftsergebnis)

### 2. Prüfung: Mexiko
Austragungsort des mexikanischen Nationenpreisturniers war der Club Hipico Coapexpan in Xalapa. Durchgeführt wurde das CSIO 4*-Turnier vom 4. bis 7. Mai 2017, der Nationenpreis selbst stand am 5. Mai ab 13:30 Uhr Ortszeit auf dem Programm.
Nach ihrem geschichtsträchtigen Erfolg im Vorjahr siegte die (erste) mexikanische Equipe auch im Jahr 2017. Ihren letzten Reiter brauchten die Mexikaner im zweiten Umlauf gar nicht an den Start bringen, da sie bereits uneinholbar in Führung lagen.
|             | Mannschaft                                                 | Reiter                      | Pferd                   | 1. Umlauf   | 2. Umlauf   | Strafpunkte (Gesamt) | Stechen  | Stechen | Preis- geld | Wertungs- punkte |
| Strafpunkte | Mannschaft                                                 | Reiter                      | Pferd                   | Strafpunkte | Strafpunkte | Strafpunkte (Gesamt) | Zeit (s) |         | Preis- geld | Wertungs- punkte |
| ----------- | ---------------------------------------------------------- | --------------------------- | ----------------------- | ----------- | ----------- | -------------------- | -------- | ------- | ----------- | ---------------- |
| 1           | Mexiko I                                                   | Antonio Maurer              | Galileo de Laubry       | 1           | 1           |                      |          |         |             |                  |
| 1           | Mexiko I                                                   | Patricio Pasquel            | Babel                   | (12)        | 4           |                      |          |         |             |                  |
| 1           | Mexiko I                                                   | Federico Fernández          | Landpeter do Feroleto   | 5           | 5           |                      |          |         |             |                  |
| 1           | Mexiko I                                                   | Jose Antonio Chedraui Eguia | Ninloubet               | 0           | (N.GES.)    |                      |          |         |             |                  |
| 1           | Mexiko I                                                   |                             |                         | 6           | 10          | 16                   |          |         | 240.000 MXN | 100              |
| 2           | Vereinigte Staaten                                         | Peter Lutz                  | Robin de Ponthual       | 4           | (12)        |                      |          |         |             |                  |
| 2           | Vereinigte Staaten                                         | Quentin Judge               | Conrad                  | 1           | 4           |                      |          |         |             |                  |
| 2           | Vereinigte Staaten                                         | Adrienne Sternlicht         | Cristalline             | 4           | 4           |                      |          |         |             |                  |
| 2           | Vereinigte Staaten                                         | Alison Robitaille           | Ace                     | (8)         | 0           |                      |          |         |             |                  |
| 2           | Vereinigte Staaten                                         |                             |                         | 9           | 8           | 17                   |          |         | 160.000 MXN | 90               |
| 3           | Kanada                                                     | Christopher Surbey          | Cavarola                | 12          | 4           |                      |          |         |             |                  |
| 3           | Kanada                                                     | Vanessa Mannix              | Grand Cru vd Vijf Eiken | 12          | 5           |                      |          |         |             |                  |
| 3           | Kanada                                                     | Ali Ramsay                  | Hermelien vd Hooghoeve  | (13)        | (16)        |                      |          |         |             |                  |
| 3           | Kanada                                                     | Keean White                 | For Freedom Z           | 1           | 0           |                      |          |         |             |                  |
| 3           | Kanada                                                     |                             |                         | 25          | 9           | 34                   |          |         | 115.000 MXN | 80               |
| 4           | Mexiko II (Mannschaft zählt nicht für Nations-Cup-Wertung) |                             |                         | 20          | 17          | 37                   |          |         | 85.000 MXN  | –                |

(Ausgeklammerte Strafpunkte zählen als Streichergebnis nicht für das Mannschaftsergebnis)

### 3. Prüfung: Kanada
Zum zweiten Mal fand eines der beiden Nationenpreisturniere Kanadas in Langley (British Columbia) statt. Dieses CSIO 4*-Turnier wurde vom 31. Mai bis 4. Juni 2017 im Thunderbird Show Park durchgeführt, wo bereits seit Jahren auch Weltcupturniere ausgerichtet werden.
Der für den Nord- und Zentralamerikaliga zählende Nationenpreis fand am Nachmittag des 2. Juni statt. Nach dem ersten Umlauf sah es nach einem deutlichen Sieg der Mannschaft der Vereinigten Staaten aus, die mit 10 Strafpunkten Vorsprung in Führung lag. Doch mit drei fehlerfreien Runden holte Kanada im zweiten Umlauf deutlich auf, die US-Equipe gewann mit nur einem Strafpunkt Vorsprung die Prüfung. Mexiko trat wie in Xalapa mit zwei Mannschaften an, wovon jedoch nur die erste für die Nations-Cup-Wertung zählte.
|             | Mannschaft                                                 | Reiter                   | Pferd                 | 1. Umlauf   | 2. Umlauf   | Strafpunkte (Gesamt) | Stechen  | Stechen | Preis- geld | Wertungs- punkte |
| Strafpunkte | Mannschaft                                                 | Reiter                   | Pferd                 | Strafpunkte | Strafpunkte | Strafpunkte (Gesamt) | Zeit (s) |         | Preis- geld | Wertungs- punkte |
| ----------- | ---------------------------------------------------------- | ------------------------ | --------------------- | ----------- | ----------- | -------------------- | -------- | ------- | ----------- | ---------------- |
| 1           | Vereinigte Staaten                                         | Heather Caristo-Williams | Qui Vive des Songes Z | (22)        | (12)        |                      |          |         |             |                  |
| 1           | Vereinigte Staaten                                         | Catherine Nicole Tyree   | Bokai                 | 4           | 4           |                      |          |         |             |                  |
| 1           | Vereinigte Staaten                                         | Adrienne Sternlicht      | Cristalline           | 0           | 1           |                      |          |         |             |                  |
| 1           | Vereinigte Staaten                                         | Margie Goldstein-Engle   | Royce                 | 0           | 4           |                      |          |         |             |                  |
| 1           | Vereinigte Staaten                                         |                          |                       | 4           | 9           | 13                   |          |         | 39.200 C $  | 100              |
| 2           | Kanada                                                     | Tiffany Foster           | Brighton              | 1           | 0           |                      |          |         |             |                  |
| 2           | Kanada                                                     | Christopher Surbey       | Chalacorada           | 5           | 0           |                      |          |         |             |                  |
| 2           | Kanada                                                     | Keean White              | For Freedom Z         | (9)         | (5)         |                      |          |         |             |                  |
| 2           | Kanada                                                     | Ian Millar               | Dixson                | 8           | 0           |                      |          |         |             |                  |
| 2           | Kanada                                                     |                          |                       | 14          | 0           | 14                   |          |         | 25.600 C $  | 90               |
| 3           | Irland (Mannschaft aus der Europa-Liga 1)                  | Daniel Coyle             | Cita                  | 0           | 0           |                      |          |         |             |                  |
| 3           | Irland (Mannschaft aus der Europa-Liga 1)                  | Robert Blanchette        | Coupis                | 13          | 2           |                      |          |         |             |                  |
| 3           | Irland (Mannschaft aus der Europa-Liga 1)                  | Andrew Bourns            | Inception             | 9           | (8)         |                      |          |         |             |                  |
| 3           | Irland (Mannschaft aus der Europa-Liga 1)                  | Conor Swail              | Flower                | (17)        | 1           |                      |          |         |             |                  |
| 3           | Irland (Mannschaft aus der Europa-Liga 1)                  |                          |                       | 22          | 3           | 25                   |          |         | 20.100 C $  | –                |
| 4           | Mexiko                                                     | Antonio Maurer           | Galileo de Laubry     | 9           | (21)        |                      |          |         |             |                  |
| 4           | Mexiko                                                     | Patricio Pasquel         | Babel                 | 4           | 4           |                      |          |         |             |                  |
| 4           | Mexiko                                                     | Federico Fernández       | Pegasso               | (9)         | 9           |                      |          |         |             |                  |
| 4           | Mexiko                                                     | Eugenio Garza Perez      | Victer Finn           | 5           | 1           |                      |          |         |             |                  |
| 4           | Mexiko                                                     |                          |                       | 18          | 14          | 32                   |          |         | 15.100 C $  | 70               |
| 5           | Mexiko II (Mannschaft zählt nicht für Nations-Cup-Wertung) |                          |                       | 39          |             |                      |          |         |             | –                |

(Ausgeklammerte Strafpunkte zählen als Streichergebnis nicht für das Mannschaftsergebnis)

### Gesamtwertung Nord- und Zentralamerikaliga
Mit einem Sieg und zwei zweiten Plätzen sammelten die Mannschaften der Vereinigten Staaten die meisten Wertungspunkte in der Nord- und Zentralamerikaliga und sicherte sich damit einem Startplatz beim Nations-Cup-Finale in Barcelona. Die Entscheidung um den zweiten Startplatz war eng: Kanada gewann zwar keinen der drei Nationenpreise, doch kam es dennoch auf 10 Wertungspunkte mehr als Mexiko.
|   |                    | USA | MEX | CAN | Wertungs- punkte |
| - | ------------------ | --- | --- | --- | ---------------- |
| 1 | Vereinigte Staaten | 90  | 90  | 100 | 280              |
| 2 | Kanada             | 80  | 80  | 90  | 250              |
| 3 | Mexiko             | 70  | 100 | 70  | 240              |
| 4 | El Salvador        | 55  | –   | –   | 55               |

## Europa-Liga 1
Nach vier Jahren mit zehn Mannschaften wurde die Anzahl der Nationen in der Europa-Liga 1 (Europe Division 1) wieder auf acht gesenkt. Infolgedessen waren zum Ende der Vorsaison drei Mannschaften abgestiegen.
Die Qualifikationsregeln für die Saison 2017 fielen übersichtlicher als im Vorjahr aus:
1. Die auf den Plätzen eins bis sieben der Gesamtwertung des Vorjahres geführten Mannschaften aus der letztjährigen Europa-Liga 1 (Niederlande, Irland, Deutschland, Schweiz, Schweden, Frankreich und Italien)
2. Die bestplatzierten Mannschaften aus der Europa-Liga 2 beim Nations-Cup-Finale 2016 (Spanien)[2]

### 1. Prüfung: Belgien
Der Auftakt zur Nationenpreissaison in Europa erfolgte beim belgischen Nationenpreisturnier im Lummen. Nachdem das Turnier im Vorjahr aufgrund starker Regenfälle fast vollständig abgesagt werden musste, fand es 2017 regulär vom 26. bis 30. April 2017 statt.
Der Nationenpreis wurde am Freitag (28. April) ab 16 Uhr ausgerichtet. Für den zweiten Reiter des Schweizer Aufgebots war dieser Wettbewerb ein besonderer: Walter Gabathuler, inzwischen 62 Jahre alt, bestritt hier seinen ersten Nationenpreis seit 2005. Im ersten Umlauf ging hier Frankreich in Führung, als einzige Equipe blieben die Franzosen bis hierhin ohne Strafpunkte. Das französische Ergebnis erhöhte sich jedoch im zweiten Umlauf um acht Strafpunkte. Somit lagen nach zwei Umläufen die Mannschaften Frankreichs, Deutschlands und der in die Europa-Liga 2 abgestiegenen Gastgeber punktgleich mit acht Strafpunkten auf dem ersten Platz.
Im somit erforderlichen Stechen ging zuerst für Belgien Pieter Devos mit Dream of India am den Start. Eine Verweigerung früh im Stechparcours nahm den Belgiern die Chance auf den Sieg. Für Deutschland entsandte Bundestrainer Otto Becker André Thieme in das Stechen. mit seinem Schimmelwallach Conthendrix erritt Thieme die erste fehlerfreie Runde das Stechens. Frankreichs Chef d'Equipe Philippe Guerdat entschied sich dafür, Penelope Leprevost im Stechen starten zu lassen. Nach zwei Nullrunden blieb sie mit Ratina d'La Rousserie auch im Stechen ohne Fehler, doch kam sie nicht an die Zeit von André Thieme heran. Damit ging der Sieg an die deutsche Equipe.
|             | Mannschaft                                 | Reiter                   | Pferd                                | 1. Umlauf   | 2. Umlauf   | Strafpunkte (Gesamt) | Stechen  | Stechen | Preis- geld | Wertungs- punkte |
| Strafpunkte | Mannschaft                                 | Reiter                   | Pferd                                | Strafpunkte | Strafpunkte | Strafpunkte (Gesamt) | Zeit (s) |         | Preis- geld | Wertungs- punkte |
| ----------- | ------------------------------------------ | ------------------------ | ------------------------------------ | ----------- | ----------- | -------------------- | -------- | ------- | ----------- | ---------------- |
| 1           | Deutschland                                | André Thieme             | Conthendrix                          | 4           | 0           |                      | 0        | 39,75   |             |                  |
| 1           | Deutschland                                | Maurice Tebbel           | Chaccos' Son                         | 0           | (4)         |                      |          |         |             |                  |
| 1           | Deutschland                                | Holger Wulschner         | Skipper                              | (12)        | 4           |                      |          |         |             |                  |
| 1           | Deutschland                                | Mario Stevens            | Baloubet                             | 0           | 0           |                      |          |         |             |                  |
| 1           | Deutschland                                |                          |                                      | 4           | 4           | 8                    | 0        | 39,75   | 64.000 €    | 100              |
| 2           | Frankreich                                 | Cédric Angot             | Saxo de la Cour                      | 0           | 4           |                      |          |         |             |                  |
| 2           | Frankreich                                 | Maelle Martin            | Giovani de la Pomme                  | 0           | (12)        |                      |          |         |             |                  |
| 2           | Frankreich                                 | Bernard Briand Chevalier | Qadillac du Heup                     | (4)         | 4           |                      |          |         |             |                  |
| 2           | Frankreich                                 | Pénélope Leprevost       | Ratina d'La Rousserie                | 0           | 0           | 0                    | 40,47    |         |             |                  |
| 2           | Frankreich                                 |                          |                                      | 0           | 8           | 8                    | 0        | 40,47   | 40.000 €    | 90               |
| 3           | Belgien (Mannschaft aus der Europa-Liga 2) | Pieter Devos             | Dream of India                       | 0           | (4)         |                      | 4        | 51,76   |             |                  |
| 3           | Belgien (Mannschaft aus der Europa-Liga 2) | Olivier Philippaerts     | Cabrio van de Heffinck               | 0           | 0           |                      |          |         |             |                  |
| 3           | Belgien (Mannschaft aus der Europa-Liga 2) | Karel Cox                | Cor van de Wateringhoeve             | (4)         | 0           |                      |          |         |             |                  |
| 3           | Belgien (Mannschaft aus der Europa-Liga 2) | Jérôme Guery             | Garfield de Tiji des Templiers       | 4           | 4           |                      |          |         |             |                  |
| 3           | Belgien (Mannschaft aus der Europa-Liga 2) |                          |                                      | 4           | 4           | 8                    | 4        | 51,76   | 32.000 €    | –                |
| 4           | Italien                                    | Juan Carlos García       | Gitano v. Berkenbroeck               | (AUSG)      | 4           |                      |          |         |             |                  |
| 4           | Italien                                    | Paolo Paini              | Ottava Meraviglia di Ca' San Giorgio | 0           | (4)         |                      |          |         |             |                  |
| 4           | Italien                                    | Emilio Bicocchi          | Ares                                 | 4           | 4           |                      |          |         |             |                  |
| 4           | Italien                                    | Bruno Chimirri           | Tower Mouche                         | 1           | 1           |                      |          |         |             |                  |
| 4           | Italien                                    |                          |                                      | 5           | 9           | 14                   |          |         | 24.000 €    | 70               |
| 5           | Schweiz                                    | Pius Schwizer            | Balou Rubin R                        | (8)         | 4           |                      |          |         |             |                  |
| 5           | Schweiz                                    | Walter Gabathuler        | Fine Fleur du Marais                 | 4           | 0           |                      |          |         |             |                  |
| 5           | Schweiz                                    | Nadja Peter-Steiner      | Saura de Fondcombe                   | 0           | (8)         |                      |          |         |             |                  |
| 5           | Schweiz                                    | Paul Estermann           | Lord Pepsi                           | 4           | 4           |                      |          |         |             |                  |
| 5           | Schweiz                                    |                          |                                      | 8           | 8           | 16                   |          |         | 16.000 €    | –                |
| 6           | Irland                                     |                          |                                      | 8           | 12          | 20                   |          |         | 11.000 €    | –                |
| 7           | Schweden                                   |                          |                                      | 18          | 5           | 23                   |          |         | 8.000 €     | 50               |
| 8           | Spanien                                    |                          |                                      | 16          | 9           | 25                   |          |         | 5.000 €     | 45               |

(Ausgeklammerte Strafpunkte zählen als Streichergebnis nicht für das Mannschaftsergebnis)

### 2. Prüfung: Frankreich
Das französische Nationenpreisturnier wurde vom 11. bis 14. Mai 2017 in La Baule-Escoublac durchgeführt. Der Nationenpreis fand am 12. Mai ab 14 Uhr statt.
Schweden lag nach dem ersten Umlauf des Nationenpreises ohne Strafpunkte in Führung, Belgien folgte mit nur zwei Zeitstrafpunkten auf dem zweiten Rang. Während die Belgier mit 17 Strafpunkten im zweiten Umlauf den Anschluss zur Spitze verloren, hatten die Schweden gute Chancen auf den Sieg: Henrik von Eckermann als letzter Reiter der schwedischen Equipe hätte mit einer fehlerlosen Runde den Sieg sicherstellen können. Doch anders als im ersten Umlauf gelang ihm diese mit Copperhild nicht. Damit standen Schweden und Frankreich punktgleich nach dem zweiten Umlauf auf dem ersten Rang, ein Stechen war erforderlich.
Im Stechen legte Kevin Staut mit einer Nullrunde vor. Schweden entsandte Peder Fredricson in das Stechen, doch ihm unterliefen mit Christian K Fehler, acht Strafpunkte im Stechen verhinderten den Sieg. Dieser ging somit an die Equipe der Gastgeber.
Die beste Mannschaft im zweiten Umlauf war Spanien gewesen. Da die Spanier jedoch im ersten Umlauf mit deutlichen Abstand das schlechtest Ergebnis erzieht hatten, reichte es nur noch für den sechsten Platz. Damit lagen sie noch einen Platz vor der deutschen Equipe, die mit durchwachsenen Ergebnissen in beiden Umläufen auf insgesamt 29 Strafpunkte kam.
|             | Mannschaft                                 | Reiter                    | Pferd                | 1. Umlauf   | 2. Umlauf   | Strafpunkte (Gesamt) | Stechen  | Stechen | Preis- geld | Wertungs- punkte |
| Strafpunkte | Mannschaft                                 | Reiter                    | Pferd                | Strafpunkte | Strafpunkte | Strafpunkte (Gesamt) | Zeit (s) |         | Preis- geld | Wertungs- punkte |
| ----------- | ------------------------------------------ | ------------------------- | -------------------- | ----------- | ----------- | -------------------- | -------- | ------- | ----------- | ---------------- |
| 1           | Frankreich                                 | Cédric Angot              | Saxo de la Cour      | 4           | 4           |                      |          |         |             |                  |
| 1           | Frankreich                                 | Kevin Staut               | Reveur de Hurtebise  | 0           | 0           | 0                    | 35,74    |         |             |                  |
| 1           | Frankreich                                 | Roger-Yves Bost           | Sangria du Coty      | (AUSG)      | (N.GES.)    |                      |          |         |             |                  |
| 1           | Frankreich                                 | Pénélope Leprevost        | Flora de Mariposa    | 0           | 0           |                      |          |         |             |                  |
| 1           | Frankreich                                 |                           |                      | 4           | 4           | 8                    | 0        | 35,74   | 64.000 €    | 100              |
| 2           | Schweden                                   | Peder Fredricson          | Christian K          | 0           | 0           |                      | 8        | 38,02   |             |                  |
| 2           | Schweden                                   | Malin Baryard-Johnsson    | Cue Channa           | 0           | 4           |                      |          |         |             |                  |
| 2           | Schweden                                   | Angelie von Essen         | Newton Abbot         | (5)         | 4           |                      |          |         |             |                  |
| 2           | Schweden                                   | Henrik von Eckermann      | Good Luck            | 0           | (9)         |                      |          |         |             |                  |
| 2           | Schweden                                   |                           |                      | 0           | 8           | 8                    | 8        | 38,02   | 40.000 €    | 90               |
| 3           | Irland                                     | Denis Lynch               | All Star             | 5           | 4           |                      |          |         |             |                  |
| 3           | Irland                                     | Shane Breen               | Golden Hawk          | 0           | 0           |                      |          |         |             |                  |
| 3           | Irland                                     | Michael Duffy             | Belcanto Z           | 1           | 4           |                      |          |         |             |                  |
| 3           | Irland                                     | Shane Sweetnam            | Chaqui Z             | (5)         | (5)         |                      |          |         |             |                  |
| 3           | Irland                                     |                           |                      | 6           | 8           | 14                   |          |         | 32.000 €    | 80               |
| 4           | Schweiz                                    | Romain Duguet             | Twentytwo des Biches | 4           | (13)        |                      |          |         |             |                  |
| 4           | Schweiz                                    | Christina Liebherr        | Eagle Eye            | 1           | 9           |                      |          |         |             |                  |
| 4           | Schweiz                                    | Paul Estermann            | Lord Pepsi           | 0           | 0           |                      |          |         |             |                  |
| 4           | Schweiz                                    | Steve Guerdat             | Ulysse des Forets    | (13)        | 4           |                      |          |         |             |                  |
| 4           | Schweiz                                    |                           |                      | 5           | 13          | 18                   |          |         | 24.000 €    | 70               |
| 5           | Belgien (Mannschaft aus der Europa-Liga 2) |                           |                      | 2           | 17          | 19                   |          |         | 16.000 €    | –                |
| 6           | Spanien                                    |                           |                      | 21          | 1           | 22                   |          |         | 11.000 €    | 55               |
| 7           | Deutschland                                | Janne F. Meyer-Zimmermann | Goja                 | 4           | 12          |                      |          |         |             |                  |
| 7           | Deutschland                                | Maurice Tebbel            | Chaccos' Son         | 1           | 4           |                      |          |         |             |                  |
| 7           | Deutschland                                | Patrick Stühlmeyer        | Lacan                | (8)         | (13)        |                      |          |         |             |                  |
| 7           | Deutschland                                | Marcus Ehning             | Funky Fred           | 4           | 4           |                      |          |         |             |                  |
| 7           | Deutschland                                |                           |                      | 9           | 20          | 29                   |          |         | 8.000 €     | 50               |
| 8           | Niederlande                                |                           |                      | 14          | 17          | 31                   |          |         | 5.000 €     | 45               |

(Ausgeklammerte Strafpunkte zählen als Streichergebnis nicht für das Mannschaftsergebnis)

### 3. Prüfung: Italien
Bereits zum 85. Mal fand das traditionsreiche Nationenpreisturnier Italiens, der CSIO Rom statt. Die im Herzen der Stadt, auf der Piazza di Siena im Park der Villa Borghese, ausgetragene Veranstaltung fand 2017 vom 25. bis 28. Mai statt.
Der Nationenpreis wurde am Nachmittag des 26. Mai ausgerichtet. Nach zwei Nationenpreisen, die im Stechen entschieden wurden, genügten bei dieser dritten Etappe der Europa-Liga 1 zwei Umläufe für die Ermittlung des Siegers. Bereits nach dem ersten Umlauf hatten sich Italien und die Niederlande vom übrigen Starterfeld abgesetzt, beide Mannschaften hatten bis hier hin nur vier Strafpunkte erhalten.
Im zweiten Umlauf gab Jeroen Dubbeldam als erster Reiter der Niederländer auf, nachdem er mit Zenith bereits den ersten Umlauf mit 26 Strafpunkten beendet hatte. Durch das damit fehlende Streichergebnis standen die drei übrigen niederländischen Reiter unter Druck, ihre neun Strafpunkte gingen voll in die Wertung ein. Umgekehrt verlief der Umlauf der Italiener: Gleich die ersten beiden Reiter kamen ohne Strafpunkte in das Ziel, Lorenzo de Luca als dritter Starter dann auf fünf Strafpunkte. Bruno Chimirri hatte mit Tower Mouche bereits im ersten Umlauf das Streichergebnis geliefert und auch im zweiten Umlauf konnte er mit 13 Strafpunkten nicht an die guten Resultate seiner Landsmänner anknüpfen. Doch aufgrund der nur fünf Strafpunkte aus den ersten drei Ritten reichte es für den ersten Platz am Ende der Prüfung. Für Italien, in der Zeit nach dem Zweiten Weltkrieg eine der führenden Nationen im Springreiten, war dies der erste Sieg im heimischen Nationenpreis seit 32 Jahren.
|             | Mannschaft                                               | Reiter                | Pferd                    | 1. Umlauf   | 2. Umlauf   | Strafpunkte (Gesamt) | Stechen  | Stechen | Preis- geld | Wertungs- punkte |
| Strafpunkte | Mannschaft                                               | Reiter                | Pferd                    | Strafpunkte | Strafpunkte | Strafpunkte (Gesamt) | Zeit (s) |         | Preis- geld | Wertungs- punkte |
| ----------- | -------------------------------------------------------- | --------------------- | ------------------------ | ----------- | ----------- | -------------------- | -------- | ------- | ----------- | ---------------- |
| 1           | Italien                                                  | Piergiorgio Bucci     | Casallo Z                | 4           | 0           |                      |          |         |             |                  |
| 1           | Italien                                                  | Alberto Zorzi         | Fair Light van't Heike   | 0           | 0           |                      |          |         |             |                  |
| 1           | Italien                                                  | Lorenzo de Luca       | Ensor de Litrange LXII   | 0           | 5           |                      |          |         |             |                  |
| 1           | Italien                                                  | Bruno Chimirri        | Tower Mouche             | (9)         | (13)        |                      |          |         |             |                  |
| 1           | Italien                                                  |                       |                          | 4           | 4           | 9                    |          |         | 64.000 €    | 100              |
| 2           | Niederlande                                              | Jeroen Dubbeldam      | Zenith                   | (26)        | (AUFG)      |                      |          |         |             |                  |
| 2           | Niederlande                                              | Gerco Schröder        | Cognac Champblanc        | 0           | 4           |                      |          |         |             |                  |
| 2           | Niederlande                                              | Jur Vrieling          | Glasgow van't Merelsnest | 0           | 4           |                      |          |         |             |                  |
| 2           | Niederlande                                              | Marc Houtzager        | Calimero                 | 4           | 1           |                      |          |         |             |                  |
| 2           | Niederlande                                              |                       |                          | 4           | 9           | 13                   |          |         | 40.000 €    | 90               |
| 3           | Irland                                                   | Shane Sweetnam        | Chaqui Z                 | (9)         | 0           |                      |          |         |             |                  |
| 3           | Irland                                                   | Paul Kennedy          | Cartown Danger Mouse     | 4           | 8           |                      |          |         |             |                  |
| 3           | Irland                                                   | Mark McAuley          | Utchan de Belheme        | 5           | 4           |                      |          |         |             |                  |
| 3           | Irland                                                   | Shane Breen           | Golden Hawk              | 4           | 0           |                      |          |         |             |                  |
| 3           | Irland                                                   |                       |                          | 13          | 4           | 17                   |          |         | 28.000 €    | 75               |
| 3           | Spanien                                                  | Manuel Fernandez Saro | U Watch                  | (17)        | (9)         |                      |          |         |             |                  |
| 3           | Spanien                                                  | Eduardo Álvarez Aznar | Rokfeller de Pleville    | 1           | 0           |                      |          |         |             |                  |
| 3           | Spanien                                                  | Pilar Lucrecia Cordon | Galine La Cour Zichelhof | 4           | 4           |                      |          |         |             |                  |
| 3           | Spanien                                                  | Sergio Álvarez Moya   | Arrayan                  | 8           | 0           |                      |          |         |             |                  |
| 3           | Spanien                                                  |                       |                          | 13          | 4           | 17                   |          |         | 28.000 €    | 75               |
| 5           | Frankreich                                               |                       |                          | 12          | 8           | 20                   |          |         | 13.500 €    | 57,5             |
| 5           | Schweden                                                 |                       |                          | 7           | 13          | 20                   |          |         | 13.500 €    | 57,5             |
| 7           | Schweiz                                                  | Pius Schwizer         | Balou Rubin R            | 8           | 4           |                      |          |         |             |                  |
| 7           | Schweiz                                                  | Christina Liebherr    | Eagle Eye                | 8           | 4           |                      |          |         |             |                  |
| 7           | Schweiz                                                  | Werner Muff           | Daimler                  | (8)         | (4)         |                      |          |         |             |                  |
| 7           | Schweiz                                                  | Steve Guerdat         | Bianca                   | 0           | 0           |                      |          |         |             |                  |
| 7           | Schweiz                                                  |                       |                          | 16          | 8           | 24                   |          |         | 8.000 €     | –                |
| 8           | Kanada (Mannschaft aus der Nord- und Zentralamerikaliga) |                       |                          | 17          | 12          | 29                   |          |         | 5.000 €     | –                |

(Ausgeklammerte Strafpunkte zählen als Streichergebnis nicht für das Mannschaftsergebnis)

### 4. Prüfung: Schweiz
Die Schweizer Etappe der Europa-Liga 1 des Nations Cups wurde in St. Gallen durchgeführt. Der CSIO Schweiz, das Nationenpreisturnier der Schweiz, fand vom 1. bis 4. Juni 2017 im Stadion Gründenmoos statt.
Zu Beginn des Nationenpreises deuteten die Ergebnisse auf einen äußerst anspruchsvollen Parcours: Die ersten vier Reiter kamen mit jeweils acht Strafpunkten in das Ziel, die nächsten vier bekamen je vier Strafpunkte. Doch in Folge kam es auch zu mehreren fehlerfreien Ritten. Nach dem ersten Umlauf lag Frankreich ohne Strafpunkte klar in Führung, die Equipe der Gastgeber folgte mit acht Strafpunkten auf dem zweiten Rang.
Doch der zweite Umlauf, während dessen kräftige Regenschauer niedergingen, stellte dieses Ergebnis komplett auf den Kopf. Deutschland, das den ersten Startplatz der Equipen zugelost bekommen hatte, war mit 13 Strafpunkten im ersten Umlauf auf den vorletzten Platz gekommen. Erster Reiter im zweiten Umlauf war André Thieme. Thieme blieb hier mit seinem 13-jährigen Schimmel Conthendrix ohne Fehler. Dies sollte nicht die letzte Nullrunde für die deutsche Mannschaft gewesen sein, auch Christian Kukuk und Marco Kutscher blieben mit ihren Pferden fehlerlos. Damit brauchte Marcus Ehning gar nicht mehr an den Start gehen, Deutschland kämpfte sich damit auf den dritten Platz vor. Extrem unglücklich verlief der zweite Umlauf für Frankreich: Die drei ersten Reiter der Equipe kamen mit 12 oder mehr Strafpunkten in das Ziel. Roger-Yves Bosts fehlerfreier Ritt zum Abschluss konnte noch verhindern, dass die Franzosen noch weiter zurückfielen, so wurde es der sechste Platz im Endresultat.
Ihre Form vom vorherigen Wochenende bestätigten die Italiener, mit neun Strafpunkten insgesamt gewannen sie auch in St. Gallen. Die Schweizer drohten im zweiten Umlauf zwischenzeitlich abzurutschen, doch Null-Fehler-Ritte von Romain Duguet und Steve Guerdat sicherten den zweiten Platz.
|             | Mannschaft                                 | Reiter                   | Pferd                                | 1. Umlauf   | 2. Umlauf   | Strafpunkte (Gesamt) | Stechen  | Stechen | Preis- geld | Wertungs- punkte |
| Strafpunkte | Mannschaft                                 | Reiter                   | Pferd                                | Strafpunkte | Strafpunkte | Strafpunkte (Gesamt) | Zeit (s) |         | Preis- geld | Wertungs- punkte |
| ----------- | ------------------------------------------ | ------------------------ | ------------------------------------ | ----------- | ----------- | -------------------- | -------- | ------- | ----------- | ---------------- |
| 1           | Italien                                    | Luca Marziani            | Tokyo du Soleil                      | 4           | 0           |                      |          |         |             |                  |
| 1           | Italien                                    | Paolo Paini              | Ottava Meraviglia di Ca' San Giorgio | 1           | 0           |                      |          |         |             |                  |
| 1           | Italien                                    | Emilio Bicocchi          | Sassicaia Ares                       | (8)         | (4)         |                      |          |         |             |                  |
| 1           | Italien                                    | Lorenzo de Luca          | Armitages Boy                        | 4           | 0           |                      |          |         |             |                  |
| 1           | Italien                                    |                          |                                      | 9           | 0           | 9                    |          |         | 64.000 €    | 100              |
| 2           | Schweiz                                    | Romain Duguet            | Twentytwo des Biches                 | 8           | 0           |                      |          |         |             |                  |
| 2           | Schweiz                                    | Martin Fuchs             | Clooney                              | 0           | 4           |                      |          |         |             |                  |
| 2           | Schweiz                                    | Paul Estermann           | Lord Pepsi                           | (8)         | (9)         |                      |          |         |             |                  |
| 2           | Schweiz                                    | Steve Guerdat            | Bianca                               | 0           | 0           |                      |          |         |             |                  |
| 2           | Schweiz                                    |                          |                                      | 8           | 4           | 12                   |          |         | 40.000 €    | 90               |
| 3           | Deutschland                                | André Thieme             | Conthendrix                          | (8)         | 0           |                      |          |         |             |                  |
| 3           | Deutschland                                | Christian Kukuk          | Limonchello                          | 4           | 0           |                      |          |         |             |                  |
| 3           | Deutschland                                | Marco Kutscher           | Clenur                               | 5           | 0           |                      |          |         |             |                  |
| 3           | Deutschland                                | Marcus Ehning            | Pret A Tout                          | 4           | (N.GES.)    |                      |          |         |             |                  |
| 3           | Deutschland                                |                          |                                      | 13          | 0           | 13                   |          |         | 32.000 €    | 80               |
| 4           | Belgien (Mannschaft aus der Europa-Liga 2) | Wilm Vermeir             | IQ van het Steentje                  | 5           | 0           |                      |          |         |             |                  |
| 4           | Belgien (Mannschaft aus der Europa-Liga 2) | Catherine van Roosbroeck | Gautcho da Quinta                    | 0           | 4           |                      |          |         |             |                  |
| 4           | Belgien (Mannschaft aus der Europa-Liga 2) | Pieter Clemens           | Horizon de Regor                     | (8)         | (9)         |                      |          |         |             |                  |
| 4           | Belgien (Mannschaft aus der Europa-Liga 2) | Gregory Wathelet         | Eldorado van het Vijverhof           | 4           | 4           |                      |          |         |             |                  |
| 4           | Belgien (Mannschaft aus der Europa-Liga 2) |                          |                                      | 9           | 8           | 17                   |          |         | 24.000 €    | –                |
| 5           | Schweden                                   |                          |                                      | 16          | 8           | 24                   |          |         | 16.000 €    | 60               |
| 6           | Frankreich                                 |                          |                                      | 0           | 25          | 25                   |          |         | 11.000 €    | 55               |
| 7           | Irland                                     |                          |                                      | 12          | 16          | 28                   |          |         | 8.000 €     | 50               |
| 8           | Brasilien (Mannschaft aus Südamerika)      |                          |                                      | 13          | 28          | 41                   |          |         | 5.000 €     | –                |

(Ausgeklammerte Strafpunkte zählen als Streichergebnis nicht für das Mannschaftsergebnis)

### 5. Prüfung: Niederlande
Das Nationenpreisturnier der Niederlande wurde in Rotterdam ausgetragen. Zum 69. Mal fand der CHIO Rotterdam statt, er wurde vom 22. bis 25. Juni 2017 durchgeführt.
Der Nationenpreis der Springreiter begann am 23. Juni gegen 15 Uhr. Ereignisarm verlief der erste Umlauf, 20 von 30 Ritten blieben ohne Fehler, zwei Reiter brauchten für ihre Mannschaft gar nicht mehr an den Start gehen. Zwischenstand nach dem ersten Umlauf war, dass vier Mannschaften (Schweden, Schweiz, Irland und Deutschland) ohne Strafpunkte in Führung lagen, die übrigen vier Mannschaften teilten sich mit vier Strafpunkten den fünften Rang. Die erlaubte Zeit war kein Problem, keiner der Teilnehmer bekam Zeitstrafpunkte.
Da beide Umläufe eines Nationenpreises im Grundsatz identisch sein müssen, hatte Parcoursdesigner Louis Konickx nur die Möglichkeit, zwischen den Umläufen die Höhe der Hindernisse sowie die Tiefe (Breite) der Oxer zu erhöhen. Er machte von beiden Möglichkeiten Gebrauch, was sich auch auf die Ergebnisse auswirkte: Während von den ersten acht Reitern im zweiten Umlauf noch fünf ohne Fehler blieben, häuften sich in Folge Ritte mit Fehlern. Etliche Reiter bekamen acht Strafpunkte, so auch gleich drei Reiter der deutschen Equipe. Teil dieser Mannschaft war die 23-jährige Deutsche Meisterin der Springreiterinnen, Laura Klaphake, die hier ihren ersten Nationenpreis nach ihrer Junge-Reiter-Zeit bestritt.
Trotz des Ausfalls von Rolf-Göran Bengtsson (aufgrund des Verdachts einer Verletzung bei seinem Hengst Clarimo) und somit dem Fehlen eines Streichergebnisses kamen die Schweden auf ein Endergebnis von nur vier Strafpunkten. Als letzter Starter ging Martin Fuchs in den zweiten Umlauf, mit einer Nullrunde von ihm hätte die Schweiz noch in einem Stechen gegen Schweden um den Sieg reiten können. Doch Fuchs leistete sich mit Clooney einen Fehler, diese vier Strafpunkte ließen die Schweiz auf den zweiten Platz zurückfallen.
|             | Mannschaft                                 | Reiter                | Pferd                    | 1. Umlauf   | 2. Umlauf   | Strafpunkte (Gesamt) | Stechen  | Stechen | Preis- geld | Wertungs- punkte |
| Strafpunkte | Mannschaft                                 | Reiter                | Pferd                    | Strafpunkte | Strafpunkte | Strafpunkte (Gesamt) | Zeit (s) |         | Preis- geld | Wertungs- punkte |
| ----------- | ------------------------------------------ | --------------------- | ------------------------ | ----------- | ----------- | -------------------- | -------- | ------- | ----------- | ---------------- |
| 1           | Schweden                                   | Henrik von Eckermann  | Cantinero                | 0           | 0           |                      |          |         |             |                  |
| 1           | Schweden                                   | Rolf-Göran Bengtsson  | Clarimo                  | 0           | (N.GES.)    |                      |          |         |             |                  |
| 1           | Schweden                                   | Douglas Lindelöw      | Zacramento               | 0           | 4           |                      |          |         |             |                  |
| 1           | Schweden                                   | Peder Fredricson      | All In                   | (N.GES.)    | 0           |                      |          |         |             |                  |
| 1           | Schweden                                   |                       |                          | 0           | 4           | 4                    |          |         | 64.000 €    | 100              |
| 2           | Schweiz                                    | Steve Guerdat         | Bianca                   | 0           | 0           |                      |          |         |             |                  |
| 2           | Schweiz                                    | Romain Duguet         | Twentytwo des Biches     | 0           | (8)         |                      |          |         |             |                  |
| 2           | Schweiz                                    | Werner Muff           | Daimler                  | 0           | 4           |                      |          |         |             |                  |
| 2           | Schweiz                                    | Martin Fuchs          | Clooney                  | (N.GES.)    | 4           |                      |          |         |             |                  |
| 2           | Schweiz                                    |                       |                          | 0           | 8           | 8                    |          |         | 40.000 €    | 90               |
| 3           | Italien                                    | Piergiorgio Bucci     | Casallo Z                | 0           | 4           |                      |          |         |             |                  |
| 3           | Italien                                    | Luca Marziani         | Tokyo du Soleil          | 4           | (8)         |                      |          |         |             |                  |
| 3           | Italien                                    | Emanuele Gaudiano     | Caspar                   | (16)        | 4           |                      |          |         |             |                  |
| 3           | Italien                                    | Lorenzo de Luca       | Armitages Boy            | 0           | 0           |                      |          |         |             |                  |
| 3           | Italien                                    |                       |                          | 4           | 8           | 12                   |          |         | 28.000 €    | 75               |
| 3           | Spanien                                    | Manuel Fernandez Saro | U Watch                  | 4           | 0           |                      |          |         |             |                  |
| 3           | Spanien                                    | Pilar Lucrecia Cordon | Galine La Cour Zichelhof | (12)        | (19)        |                      |          |         |             |                  |
| 3           | Spanien                                    | Eduardo Álvarez Aznar | Rokfeller de Pleville    | 0           | 0           |                      |          |         |             |                  |
| 3           | Spanien                                    | Sergio Álvarez Moya   | Arrayan                  | 0           | 8           |                      |          |         |             |                  |
| 3           | Spanien                                    |                       |                          | 4           | 8           | 12                   |          |         | 28.000 €    | 75               |
| 5           | Niederlande                                |                       |                          | 4           | 12          | 16                   |          |         | 11666,67 €  | 55               |
| 5           | Irland                                     |                       |                          | 0           | 16          | 16                   |          |         | 11666,67 €  | 55               |
| 5           | Deutschland                                | Marcus Ehning         | Pret A Tout              | 0           | 0           |                      |          |         |             |                  |
| 5           | Deutschland                                | Andreas Kreuzer       | Calvilot                 | (4)         | 8           |                      |          |         |             |                  |
| 5           | Deutschland                                | Laura Klaphake        | Catch Me If You Can      | 0           | 8           |                      |          |         |             |                  |
| 5           | Deutschland                                | Marco Kutscher        | Clenur                   | 0           | (8)         |                      |          |         |             |                  |
| 5           | Deutschland                                |                       |                          | 0           | 16          | 16                   |          |         | 11666,67 €  | 55               |
| 8           | Belgien (Mannschaft aus der Europa-Liga 2) |                       |                          | 4           | 16          | 20                   |          |         | 5.000 €     | –                |

(Ausgeklammerte Strafpunkte zählen als Streichergebnis nicht für das Mannschaftsergebnis)

### 6. Prüfung: Schweden
Am Südwestzipfel Schwedens, in Skanör med Falsterbo, wird alljährlich das Nationenpreisturnier Schwedens ausgerichtet. Die Falsterbo Horse Show fand vom 13. bis 16. Juli 2017 statt.
Der Nationenpreis der Springreiter begann am Freitag (14. Juli) ab 14:30 Uhr. Als Gastmannschaften aus anderen Ligen waren Norwegen und die Vereinigten Staaten von Amerika am Start. Nach dem ersten Umlauf lagen Irland und die Niederlande jeweils ohne Strafpunkte gemeinsam in Führung. Deutschland, Schweden und die Vereinigten Staaten folgten knapp dahinter mit je vier Strafpunkten.
Im zweiten Umlauf leisteten sich gleich die ersten beiden niederländischen Reiter je einen Hindernisfehler, so dass vier Strafpunkte mindestens auf das Mannschaftskonto hinzukamen. Die Iren konnten noch auf ihre dritten und vierten Reiter hoffen, nachdem Cian O’Connor vier Strafpunkte kassiert hatte. Doch auch Mark McAuley bekam vier Strafpunkte, so dass bereits nach den dritten Reitern vieles für ein Stechen um den Sieg sprach: Die Vereinigten Staaten, Irland, die Niederlande und Deutschland hatten nun die Chance, mit einem weiteren fehlerfreien Ritt in eine Stechen um den Sieg zu kommen. Die Vereinigten Staaten bekamen, nachdem ihre dritte Reiterin Adrienne Sternlicht bereits zwölf Strafpunkte gesammelt hatte, noch weitere acht Strafpunkte durch Alison Robitaille (vormals Alison Firestone) hinzu. Den drei übrigen Equipen hingegen gelangen die erforderlichen fehlerfreien Ritte.
Im Stechen musste als erster Reiter Markus Beerbaum mit Comanche an den Start gehen. Für Markus Beerbaum war Falsterbo der erste Nationenpreisstart sein über zehn Jahren und der erste aktive Nationenpreis zusammen mit seiner Frau Meredith Michaels-Beerbaum seit 13 Jahren. Er ritt eine zügige Runde und kam ohne Fehler in 47,80 Sekunden in das Ziel. Denis Lynch versuchte für Irland eine bessere Zeit herauszureiten, in dem er nach dem zweiten Sprung des Stechens noch vor einem Mauerhindernis zur zweifachen Kombination abwendete und diese somit schräg aus der Wendung anreiten musste. Doch er kassierte in der Kombination einen Fehler. Besser machten es für die Niederlande Jur Vrieling und der Hengst Glasgow van't Merelsnest. Sie wendeten ebenso vor der Mauer ab, kamen aber besser zur zweifachen Kombination. Fehlerfrei und schneller als Beerbaum sicherten sie den niederländischen Sieg.
|             | Mannschaft                                                           | Reiter                     | Pferd                                | 1. Umlauf   | 2. Umlauf   | Strafpunkte (Gesamt) | Stechen  | Stechen | Preis- geld | Wertungs- punkte |
| Strafpunkte | Mannschaft                                                           | Reiter                     | Pferd                                | Strafpunkte | Strafpunkte | Strafpunkte (Gesamt) | Zeit (s) |         | Preis- geld | Wertungs- punkte |
| ----------- | -------------------------------------------------------------------- | -------------------------- | ------------------------------------ | ----------- | ----------- | -------------------- | -------- | ------- | ----------- | ---------------- |
| 1           | Niederlande                                                          | Ruben Romp                 | Teavanta II C Z                      | 0           | 4           |                      |          |         |             |                  |
| 1           | Niederlande                                                          | Aniek Poels                | Athene                               | 0           | (4)         |                      |          |         |             |                  |
| 1           | Niederlande                                                          | Michel Hendrix             | Baileys                              | (4)         | 0           |                      |          |         |             |                  |
| 1           | Niederlande                                                          | Jur Vrieling               | Glasgow van't Merelsnest             | 0           | 0           | 0                    | 46,35    |         |             |                  |
| 1           | Niederlande                                                          |                            |                                      | 0           | 4           | 4                    | 0        | 46,35   | 64.000 €    | 100              |
| 2           | Deutschland                                                          | André Thieme               | Conthendrix                          | 4           | (4)         |                      |          |         |             |                  |
| 2           | Deutschland                                                          | Meredith Michaels-Beerbaum | Daisy                                | 0           | 0           |                      |          |         |             |                  |
| 2           | Deutschland                                                          | Markus Beerbaum            | Comanche                             | 0           | 0           | 0                    | 47,80    |         |             |                  |
| 2           | Deutschland                                                          | Janne F. Meyer-Zimmermann  | Goja                                 | 0           | 0           |                      |          |         |             |                  |
| 2           | Deutschland                                                          |                            |                                      | 4           | 0           | 4                    | 0        | 47,80   | 40.000 €    | 90               |
| 3           | Irland                                                               | Shane Sweetnam             | Chaqui Z                             | 0           | 0           |                      |          |         |             |                  |
| 3           | Irland                                                               | Cian O’Connor              | Callisto                             | 0           | 4           |                      |          |         |             |                  |
| 3           | Irland                                                               | Mark McAuley               | Miebello                             | 0           | 4           |                      |          |         |             |                  |
| 3           | Irland                                                               | Denis Lynch                | All Star                             | (N.GES.)    | 0           | 4                    | 46,65    |         |             |                  |
| 3           | Irland                                                               |                            |                                      | 0           | 4           | 4                    | 4        | 46,65   | 32.000 €    | 80               |
| 4           | Italien                                                              | Luca Marziani              | Tokyo du Soleil                      | 1           | 0           |                      |          |         |             |                  |
| 4           | Italien                                                              | Paolo Paini                | Ottava Meraviglia di Ca' San Giorgio | 0           | (8)         |                      |          |         |             |                  |
| 4           | Italien                                                              | Giulia Martinengo Marquet  | Fine Edition                         | (8)         | 4           |                      |          |         |             |                  |
| 4           | Italien                                                              | Emilio Bicocchi            | Ares                                 | 4           | 0           |                      |          |         |             |                  |
| 4           | Italien                                                              |                            |                                      | 5           | 4           | 9                    |          |         | 24.000 €    | 70               |
| 5           | Schweden                                                             |                            |                                      | 4           | 8           | 12                   |          |         | 13.500 €    | 57,5             |
| 5           | Vereinigte Staaten (Mannschaft aus der Nord- und Zentralamerikaliga) |                            |                                      | 4           | 8           | 12                   |          |         | 13.500 €    | –                |
| 7           | Schweiz                                                              | Janika Sprunger            | Aris                                 | 0           | (8)         |                      |          |         |             |                  |
| 7           | Schweiz                                                              | Paul Estermann             | Lord Pepsi                           | 8           | 4           |                      |          |         |             |                  |
| 7           | Schweiz                                                              | Niklaus Rutschi            | Cardano CH                           | 4           | 0           |                      |          |         |             |                  |
| 7           | Schweiz                                                              | Steve Guerdat              | Ulysse des Forets                    | (8)         | 4           |                      |          |         |             |                  |
| 7           | Schweiz                                                              |                            |                                      | 12          | 8           | 20                   |          |         | 8.000 €     | 50               |
| 8           | Norwegen (Mannschaft aus der Europa-Liga 2)                          |                            |                                      | 16          | 14          | 30                   |          |         | 5.000 €     | –                |

(Ausgeklammerte Strafpunkte zählen als Streichergebnis nicht für das Mannschaftsergebnis)

### 7. Prüfung: Vereinigtes Königreich
Ende Juli machte die Europa-Liga 1 der Nationenpreisserie Station in Großbritannien: Die Royal International Horse Show bildete den Rahmen für den britischen Nationenpreis im Springreiten. Ausgetragen wurde das Turnier vom 27. bis 30. Juli 2017.
Die Nationenpreisprüfung fand am Nachmittag des 28. Juli statt. Nach dem ersten Umlauf lag die deutsche Mannschaft ohne Strafpunkte in Führung, Brasilien folgte dahinter mit vier Strafpunkten.
Im zweiten Umlauf blieben Brasilien (das die Prüfung gewann) und die Niederlande ohne weitere Strafpunkte. Für die deutsche Equipe hingegen verlief der Umlauf unglücklich: Nationenpreisdebütantin Kendra Claricia Brinkop und Mario Stevens bekamen jeweils 12 Strafpunkte. Marcus Ehning gelang es zunächst, als letzter deutscher Reiter mit einer Nullrunde das Gesamtergebnis auf 12 Strafpunkte zu senken (was für den zweiten Platz ausreichend gewesen wäre). Doch nach dem Ritt wurde er disqualifiziert, nachdem an seinem Hengst Comme il faut eine Schramme vom Sporen gefunden wurde, an der ein leichtes Bluten festgestellt werden konnte. Damit wurde auch sein Ergebnis aus dem ersten Umlauf gestrichen, womit Deutschland auf den vorletzten Platz zurückfiel. Nur Spanien lag mit desaströsen 51 Strafpunkten noch weiter hinten in der Rangierung.
Das Ausscheiden von Ehning, der als Stilist und reiterliches Vorbild für viele Springreiter gilt, war das zweite Mal binnen weniger Wochen, dass die „Blood rule“ im Spitzenspringreitsport zur Anwendung kommen musste (zuvor hatte es Scott Brash im Rahmen der Global Champions League getroffen). In Folge machte die FEI-Springkommission den Vorschlag, dass unbeabsichtigte Verletzungen durch den Reiterschenkel nur noch ein Ausscheiden zur Konsequenz haben solle (womit im Falle Ehnings das Ergebnis aus dem ersten Umlauf Bestand gehabt hätte), „kleinere Verletzungen“ sollten folgenlos bleiben. Eine Disqualifikation würde es bei Umsetzung des Vorschlags nur noch bei Verletzungen, die auf „exzessiven“ Gebrauch der Sporen hinweisen, geben.
|             | Mannschaft                                        | Reiter                   | Pferd                    | 1. Umlauf   | 2. Umlauf   | Strafpunkte (Gesamt) | Stechen  | Stechen | Preis- geld | Wertungs- punkte |
| Strafpunkte | Mannschaft                                        | Reiter                   | Pferd                    | Strafpunkte | Strafpunkte | Strafpunkte (Gesamt) | Zeit (s) |         | Preis- geld | Wertungs- punkte |
| ----------- | ------------------------------------------------- | ------------------------ | ------------------------ | ----------- | ----------- | -------------------- | -------- | ------- | ----------- | ---------------- |
| 1           | Brasilien (Mannschaft aus Südamerika)             | Marlon Modolo Zanotelli  | Sirene de la Motte       | 0           | 0           |                      |          |         |             |                  |
| 1           | Brasilien (Mannschaft aus Südamerika)             | Pedro Veniss             | For Felicila             | 0           | 0           |                      |          |         |             |                  |
| 1           | Brasilien (Mannschaft aus Südamerika)             | Yuri Mansur Guerios      | Babylotte                | (12)        | 5           |                      |          |         |             |                  |
| 1           | Brasilien (Mannschaft aus Südamerika)             | Pedro Junqueira Muylaert | Prince Royal Z           | 4           | (N.GES.)    |                      |          |         |             |                  |
| 1           | Brasilien (Mannschaft aus Südamerika)             |                          |                          | 4           | 0           | 4                    |          |         | 64.000 €    | –                |
| 2           | Niederlande                                       | Harrie Smolders          | Don Z                    | 0           | 0           |                      |          |         |             |                  |
| 2           | Niederlande                                       | Gerco Schröder           | Cognac Champblanc        | 13          | (12)        |                      |          |         |             |                  |
| 2           | Niederlande                                       | Ruben Romp               | Teavanta II C Z          | 1           | 0           |                      |          |         |             |                  |
| 2           | Niederlande                                       | Jur Vrieling             | Glasgow van't Merelsnest | (13)        | 0           |                      |          |         |             |                  |
| 2           | Niederlande                                       |                          |                          | 14          | 0           | 14                   |          |         | 40.000 €    | 90               |
| 3           | Schweiz                                           | Nadja Peter Steiner      | Saura de Fondcombe       | 0           | 4           |                      |          |         |             |                  |
| 3           | Schweiz                                           | Romain Duguet            | Sherazade du Gevaudan    | 8           | 0           |                      |          |         |             |                  |
| 3           | Schweiz                                           | Philipp Züger            | Casanova F Z             | (8)         | (13)        |                      |          |         |             |                  |
| 3           | Schweiz                                           | Beat Mändli              | Dsarie                   | 0           | 4           |                      |          |         |             |                  |
| 3           | Schweiz                                           |                          |                          | 8           | 8           | 16                   |          |         | 32.000 €    | 80               |
| 4           | Irland                                            | Daniel Coyle             | Cita                     | 4           | 0           |                      |          |         |             |                  |
| 4           | Irland                                            | Richard Howley           | Chinook                  | 8           | 0           |                      |          |         |             |                  |
| 4           | Irland                                            | Richie Moloney           | Ypaja Yando              | 1           | 4           |                      |          |         |             |                  |
| 4           | Irland                                            | Shane Sweetnam           | Main Road                | (9)         | (4)         |                      |          |         |             |                  |
| 4           | Irland                                            |                          |                          | 13          | 4           | 17                   |          |         | 24.000 €    | 70               |
| 5           | Großbritannien (Mannschaft aus der Europa-Liga 2) |                          |                          | 11          | 9           | 20                   |          |         | 16.000 €    | –                |
| 6           | Frankreich                                        |                          |                          | 17          | 4           | 21                   |          |         | 11.000 €    | 55               |
| 7           | Deutschland                                       | Patrick Stühlmeyer       | Lacan                    | 0           | 4           |                      |          |         |             |                  |
| 7           | Deutschland                                       | Kendra Claricia Brinkop  | A la Carte NRW           | 0           | 12          |                      |          |         |             |                  |
| 7           | Deutschland                                       | Mario Stevens            | Baloubet                 | 4           | (12)        |                      |          |         |             |                  |
| 7           | Deutschland                                       | Marcus Ehning            | Comme il faut            | (DISQ)      | (DISQ)      |                      |          |         |             |                  |
| 7           | Deutschland                                       |                          |                          | 4           | 28          | 32                   |          |         | 8.000 €     | 50               |
| 8           | Spanien                                           |                          |                          | 23          | 28          | 51                   |          |         | 5.000 €     | 45               |

(Ausgeklammerte Strafpunkte zählen als Streichergebnis nicht für das Mannschaftsergebnis)

### 8. Prüfung: Irland
Wieder auf seinem angestammten Termin im August (2017 vom 9. bis 13. August) erfolgte bei der Dublin Horse Show der Abschluss der Europa-Liga 1. Etwas mehr als eine Woche vor Beginn der Europameisterschaften in Göteborg wurden hier die letzten Wertungspunkte für diese Liga der Nationenpreisserie vergeben.
Nach dem ersten Umlauf des Nationenpreises war noch keine Entscheidung getroffen, die besten vier Mannschaften lagen mit null bis zwei Strafpunkten äußerst eng beieinander. Während die bis hierhin fehlerfreie irische Equipe im zweiten Umluf leistungsmäßig nachließ und mit 17 Strafpunkten auf Rang fünf zurückfiel, konnten die Vereinigten Staaten von Amerika ihr Null-Fehler-Ergebnis halten. Mit diesem Sieg einer nicht-europäischen Mannschaft konnte keine Equipe sich die 100 Wertungspunkte für die Gesamtwertung sichern. Frankreich, dass bei den ersten beiden Etappen der Liga geglänzt hatte, dann aber nur noch hintere Platzierungen einfahren konnte, sicherte sich den zweiten Platz (und damit 90 Wertungspunkte) mit einem Ergebnis von vier Strafpunkten.
|             | Mannschaft                                                           | Reiter                | Pferd                   | 1. Umlauf   | 2. Umlauf   | Strafpunkte (Gesamt) | Stechen  | Stechen | Preis- geld | Wertungs- punkte |
| Strafpunkte | Mannschaft                                                           | Reiter                | Pferd                   | Strafpunkte | Strafpunkte | Strafpunkte (Gesamt) | Zeit (s) |         | Preis- geld | Wertungs- punkte |
| ----------- | -------------------------------------------------------------------- | --------------------- | ----------------------- | ----------- | ----------- | -------------------- | -------- | ------- | ----------- | ---------------- |
| 1           | Vereinigte Staaten (Mannschaft aus der Nord- und Zentralamerikaliga) | Lauren Hough          | Ohlala                  | 0           | 0           |                      |          |         |             |                  |
| 1           | Vereinigte Staaten (Mannschaft aus der Nord- und Zentralamerikaliga) | Lillie Keenan         | Super Sox               | 0           | (5)         |                      |          |         |             |                  |
| 1           | Vereinigte Staaten (Mannschaft aus der Nord- und Zentralamerikaliga) | Beezie Madden         | Darry Lou               | (4)         | 0           |                      |          |         |             |                  |
| 1           | Vereinigte Staaten (Mannschaft aus der Nord- und Zentralamerikaliga) | Laura Kraut           | Confu                   | 0           | 0           |                      |          |         |             |                  |
| 1           | Vereinigte Staaten (Mannschaft aus der Nord- und Zentralamerikaliga) |                       |                         | 0           | 0           | 0                    |          |         | 64.000 €    | –                |
| 2           | Frankreich                                                           | Kevin Staut           | For Joy van't Zorgvliet | 0           | 4           |                      |          |         |             |                  |
| 2           | Frankreich                                                           | Marc Dilasser         | Cliffton Belesbat       | (20)        | 0           |                      |          |         |             |                  |
| 2           | Frankreich                                                           | Marie Hécart          | Cenwood delle Lame      | 1           | (AUSG)      |                      |          |         |             |                  |
| 2           | Frankreich                                                           | Olivier Robert        | Eros                    | 0           | 0           |                      |          |         |             |                  |
| 2           | Frankreich                                                           |                       |                         | 1           | 4           | 5                    |          |         | 40.000 €    | 90               |
| 3           | Niederlande                                                          | Michael Greeve        | Whitney                 | 0           | 0           |                      |          |         |             |                  |
| 3           | Niederlande                                                          | Doron Kuipers         | Charley                 | 1           | 0           |                      |          |         |             |                  |
| 3           | Niederlande                                                          | Michel Hendrix        | Baileys                 | 1           | (8)         |                      |          |         |             |                  |
| 3           | Niederlande                                                          | Frank Schuttert       | Chianti's Champion      | (8)         | 5           |                      |          |         |             |                  |
| 3           | Niederlande                                                          |                       |                         | 2           | 5           | 7                    |          |         | 32.000 €    | 80               |
| 4           | Spanien                                                              | Manuel Fernandez Saro | U Watch                 | (9)         | 0           |                      |          |         |             |                  |
| 4           | Spanien                                                              | Alvaro Díaz García    | Bacentus                | 2           | 6           |                      |          |         |             |                  |
| 4           | Spanien                                                              | Gerardo Menendez      | Cassino                 | 5           | 4           |                      |          |         |             |                  |
| 4           | Spanien                                                              | Eduardo Álvarez Aznar | Rokfeller de Pleville   | 0           | 4           |                      |          |         |             |                  |
| 4           | Spanien                                                              |                       |                         | 7           | 8           | 15                   |          |         | 24.000 €    | 70               |
| 5           | Irland                                                               |                       |                         | 0           | 17          | 17                   |          |         | 16.000 €    | 60               |
| 6           | Schweiz                                                              | Werner Muff           | Daimler                 | 1           | 4           |                      |          |         |             |                  |
| 6           | Schweiz                                                              | Edwin Smits           | Rouge Pierreville       | 1           | (8)         |                      |          |         |             |                  |
| 6           | Schweiz                                                              | Niklaus Rutschi       | Clearwater              | 4           | 5           |                      |          |         |             |                  |
| 6           | Schweiz                                                              | Steve Guerdat         | Hannah                  | (4)         | 4           |                      |          |         |             |                  |
| 6           | Schweiz                                                              |                       |                         | 6           | 13          | 19                   |          |         | 11.000 €    | 55               |
| 7           | Italien                                                              |                       |                         | 15          | 10          | 25                   |          |         | 8.000 €     | 50               |
| 8           | Großbritannien (Mannschaft aus der Europa-Liga 2)                    |                       |                         | 22          | 25          | 47                   |          |         | 5.000 €     | –                |

(Ausgeklammerte Strafpunkte zählen als Streichergebnis nicht für das Mannschaftsergebnis)

### Gesamtwertung Europa-Liga 1
Für das Finale des Nations Cups qualifizierten sich aus der Europa-Liga 1 die sieben bestplatzierten Mannschaften der Gesamtwertung. Von sechs vorab ausgewählten Nationenpreisen gehen jeweils die besten vier Wertungspunkt-Ergebnisse in die Wertung ein.
In der Saison 2017 dominierte keine Mannschaft die Liga. Die Niederländer, die zum Ende der Saison Topergebnisse erritten, kamen auf den ersten Rang der Gesamtwertung. Italien, das als „Fahrstuhlmannschaft“ in den letzten 10 Jahren immer wieder der (europäischen) Top-Nationenpreisserie angehörte, aber schon lange nicht mehr zur Spitze im Springreiten zählte, erstarkte 2017. Auch dank ihrer Leistungsträger Lorenzo de Luca und Alberto Zorzi, die sich beide in den Top 20 der Weltrangliste festsetzen konnten, kam man auf den zweiten Rang der Gesamtwertung. Spanien kam als schwächste Mannschaft der Saison auf den achten Rang, als Gastgeber des Nationenpreisfinales ist es jedoch ebenso sicher für das Nations-Cup-Finale qualifiziert.
|   |             | BEL  | FRA  | ITA    | SUI  | NED  | SWE  | GBR  | IRL  | Wertungs- punkte |
| - | ----------- | ---- | ---- | ------ | ---- | ---- | ---- | ---- | ---- | ---------------- |
| 1 | Niederlande | –    | (45) | 90     | –    | (55) | 100  | 90   | 80   | 360              |
| 2 | Italien     | (70) | –    | 100    | 100  | 75   | 70   | –    | (50) | 345              |
| 3 | Frankreich  | 90   | 100  | 57,5   | (55) | –    | –    | (55) | 90   | 337,5            |
| 4 | Schweiz     | –    | 70   | –      | 90   | 90   | (50) | 80   | (55) | 330              |
| 5 | Deutschland | 100  | (50) | –      | 80   | 55   | 90   | (50) | –    | 325              |
| 6 | Schweden    | (50) | 90   | (57,5) | 60   | 100  | 57,5 | –    | –    | 307,5            |
| 7 | Irland      | –    | 80   | 75     | –    | (55) | 80   | 70   | (60) | 305              |
| 8 | Spanien     | (45) | 55   | 75     | –    | 75   | –    | (45) | 70   | 275              |

## Europa-Liga 2
Alle europäischen Mannschaften, die nicht der Europa-Liga 1 angehörten, konnten in der Europa-Liga 2 Wertungspunkte sammeln. Die vier besten Ergebnisse einer jeden Nation gingen in die Gesamtwertung ein.
Die Europa-Liga 2 umfasste im Jahr 2017 sieben Wertungsprüfungen. Im März des Jahres musste der Kalender der Liga nochmals überarbeitet werden: Das dänische Nationenpreisturnier wechselte seinen Austragungsort, die Nationenpreisturniere von Celje (Slowenien) und Budapest (Ungarn) wurden abgesagt. Im Gegenzug wurde der Nationenpreis von Drammen in die Europa-Liga 2 aufgenommen und der CSI „Réiser Päerdsdeeg“ wurde zum luxemburgischen Nationenpreisturnier aufgewertet.

### Gesamtwertung Europa-Liga 2
Für das Nations-Cup-Finale qualifizierten sich aus der Europa-Liga 2 die zwei in der Gesamtwertung bestplatzierten Equipen, wobei pro Mannschaft maximal vier Ergebnisse in das Klassement eingehen. Nachdem die im Vorjahr dominierende Ukraine, geprägt von diplomatischen Verwicklungen um ihren Mäzen Oleksandr Onyschtschenko, nicht mehr im Nations Cup antraten, war Belgien die klar beste Mannschaft der Saison 2017. Die Absteiger aus der europäischen Topliga gewannen zwei Etappen, zwei weitere Stationen beendeten sie auf dem zweiten Platz. Auf Platz zwei folgte bereits mit deutlichem Rückstand Großbritannien als zweiter Absteiger des letzten Jahres. Die weiteren Nationen bis zu Platz neun lagen mit 140 bis 180 Punkten eng zusammen.
|    |                | AUT  | NOR | POR  | DEN  | POL  | LUX  | ESP | Wertungs- punkte |
| -- | -------------- | ---- | --- | ---- | ---- | ---- | ---- | --- | ---------------- |
| 1  | Belgien        | 90   | 90  | 100  | (70) | (55) | 100  | –   | 350              |
| 2  | Großbritannien | 80   | 60  | (55) | 60   | (0)  | (55) | 60  | 260              |
| 3  | Luxemburg      | –    | 45  | 45   | –    | –    | 90   | –   | 180              |
| 4  | Dänemark       | 55   | 0   | –    | 100  | –    | 17,5 | –   | 172,5            |
| 5  | Norwegen       | (35) | 35  | –    | 50   | 40   | 40   | –   | 165              |
| 6  | Österreich     | 50   | –   | –    | –    | 50   | 50   | –   | 150              |
| 7  | Portugal       | 0    | –   | 65   | –    | 80   | –    | –   | 145              |
| 8  | Tschechien     | 70   | –   | –    | –    | 70   | –    | –   | 140              |
| 9  | Polen          | 40   | 55  | –    | –    | 0    | 45   | –   | 140              |
| 10 | Ungarn         | 60   | –   | –    | –    | 60   | 0    | –   | 120              |
| 11 | Finnland       | –    | 0   | –    | 17,5 | –    | –    | –   | 17,5             |
| 12 | Russland       | 0    | –   | –    | –    | 0    | –    | –   | 0                |
| 12 | Türkei         | –    | 0   | –    | –    | –    | –    | –   | 0                |

## Finale

### Allgemeines
Auch im fünften Jahr seit der Wiedereinführung des Nations-Cup-Finals ist Barcelona dessen Austragungsort. Im Rahmen des CSIO Barcelona wird das Finale vom 28. September bis 1. Oktober 2017 auf dem Gelände des Real Club de Polo de Barcelona durchgeführt. Das Finalturnier läuft bereits unter dem Patronat des Titelsponsors des Nations Cups ab 2018 und trägt daher den Namen Longines FEI Nations Cup Jumping Final.
Erste Prüfung für alle Mannschaften des Finals ist eine Springprüfung nach Fehlern (ein Umlauf). Aus dieser Prüfung qualifizierten sich für die Abschlussprüfung die besten acht Mannschaften. Jene Abschlussprüfung ist als Springprüfung nach Fehlern und Zeit ausgeschrieben. Aus der ersten Prüfung werden die Fehler nicht in die Abschlussprüfung mitgenommen. Bei einem Gleichstand auf dem ersten Platz wird die Abschlussprüfung in einem Stechen entschieden, in dem dann noch pro Equipe drei Reiter starten.
Für jene Mannschaften, die sich in der ersten Prüfung des Finals nicht für die Abschlussprüfung qualifizieren, ist eine Trostprüfung vorgesehen. Diese Prüfung ist wie die Abschlussprüfung als Springprüfung mit einmalig möglichen Stechen ausgeschrieben, im Normalumlauf spielt Zeit jedoch nur im Bezug auf Zeitstrafpunkte eine Rolle.

### Mannschaften
Anhand des Nations-Cup-Reglements qualifizieren sich 18 Mannschaften für das Finale.
Aus den Ligen waren dies folgende Mannschaften:
- Europa-Liga 1:  Niederlande,  Italien,  Frankreich,  Schweiz,  Deutschland,  Schweden,  Irland
- Europa-Liga 2:  Belgien,  Großbritannien
- Nahost-Liga:  Katar,  Vereinigte Arabische Emirate
- Nord- und Zentralamerikaliga:  Kanada,  Vereinigte Staaten

Aus den Regionen ohne Nationenpreisligen wurden folgende Mannschaften für das Finalturnier benannt:
- Südamerika:  Brasilien,  Kolumbien
- Asien/Australasien:  Australien,  Neuseeland
- Afrika:  Ägypten

Australien lehnte seinen Start ab, Kolumbien und Ägypten zogen ihren Start zurück. Soweit keine Ersatzmannschaften aus jenen Ligen benannt werden können, sieht das Reglement das Auffüllen des Starterfeldes mit Mannschaften aus der Europa-Liga 1 vor. Aus jener Liga war nur Spanien nicht direkt für das Finale qualifiziert, als Gastgeber wäre es aber (als zusätzliche Mannschaft) ohnehin startberechtigt gewesen.

### Ergebnisse

#### Qualifikationsprüfung
Somit gingen in der Qualifikationsprüfung 15 Mannschaften an den Start. Ohne Strafpunkte blieb in der Prüfung nur Kanada. In die Abschlussprüfung zogen die acht Mannschaften ein, die auf ein Ergebnis von acht Strafpunkten in 245,68 Sekunden oder besser kamen. Europameister Irland, geschwächt durch den kurzfristigen Ausfall von Cian O’Connors Pferd Good Luck, verpasste knapp den Einzug in die Abschlussprüfung. Weit davon entfernt war hingegen Gastgeber Spanien, dass mit 40 Strafpunkten den letzten Platz belegte.
|    | Mannschaft                   | Reiter                       | Pferd                        | Strafpunkte |
| -- | ---------------------------- | ---------------------------- | ---------------------------- | ----------- |
| 1  | Kanada                       | Yann Candele                 | Theodore Manciais            | 0           |
| 1  | Kanada                       | Tiffany Foster               | Tripple X III                | 0           |
| 1  | Kanada                       | Chris Pratt                  | Concorde                     | (8)         |
| 1  | Kanada                       | Eric Lamaze                  | Coco Bongo                   | 0           |
| 1  | Kanada                       | 0                            |                              |             |
| 2  | Niederlande                  | Jur Vrieling                 | Glasgow van't Merelsnest     | 0           |
| 2  | Niederlande                  | Michel Hendrix               | Baileys                      | (8)         |
| 2  | Niederlande                  | Marc Houtzager               | Calimero                     | 4           |
| 2  | Niederlande                  | Harrie Smolders              | Don Z                        | 0           |
| 2  | Niederlande                  | 4                            |                              |             |
| 2  | Deutschland                  | Simone Blum                  | DSP Alice                    | 4           |
| 2  | Deutschland                  | Laura Klaphake               | Catch me if you can          | 0           |
| 2  | Deutschland                  | Andreas Kreuzer              | Calvilot                     | (4)         |
| 2  | Deutschland                  | Marcus Ehning                | Pret A Tout                  | 0           |
| 2  | Deutschland                  | 4                            |                              |             |
| 2  | Vereinigte Staaten           | Lauren Hough                 | Ohlala                       | 0           |
| 2  | Vereinigte Staaten           | Laura Kraut                  | Confu                        | (5)         |
| 2  | Vereinigte Staaten           | Beezie Madden                | Darry Lou                    | 4           |
| 2  | Vereinigte Staaten           | McLain Ward                  | Azur                         | 0           |
| 2  | Vereinigte Staaten           | 4                            |                              |             |
| 2  | Frankreich                   | Kevin Staut                  | Reveur de Hurtebise          | 0           |
| 2  | Frankreich                   | Pénélope Leprevost           | Vagabond de la Pomme         | 4           |
| 2  | Frankreich                   | Olivier Robert               | Eros                         | 0           |
| 2  | Frankreich                   | Roger-Yves Bost              | Sydney Une Prince            | (DISQ)      |
| 2  | Frankreich                   | 4                            |                              |             |
| 6  | Belgien                      | Pieter Devos                 | Espoir                       | (20)        |
| 6  | Belgien                      | Niels Bruynseels             | Cas de Liberte               | 4           |
| 6  | Belgien                      | Jérôme Guery                 | Grand Cru van de Rozenberg   | 4           |
| 6  | Belgien                      | Gregory Wathelet             | Coree                        | 0           |
| 6  | Belgien                      | 8                            |                              |             |
| 6  | Schweden                     | Henrik von Eckermann         | Mary Lou                     | 0           |
| 6  | Schweden                     | Rolf-Göran Bengtsson         | Spring Dark                  | (12)        |
| 6  | Schweden                     | Douglas Lindelöw             | Zacramento                   | 4           |
| 6  | Schweden                     | Peder Fredricson             | Christian K                  | 4           |
| 6  | Schweden                     | 8                            |                              |             |
| 6  | Schweiz                      | Werner Muff                  | Daimler                      | 4           |
| 6  | Schweiz                      | Niklaus Rutschi              | Cardano CH                   | (8)         |
| 6  | Schweiz                      | Martin Fuchs                 | Clooney                      | 4           |
| 6  | Schweiz                      | Steve Guerdat                | Bianca                       | 0           |
| 6  | Schweiz                      | 8                            |                              |             |
| 9  | Irland b                     | Irland b                     | Irland b                     | 8           |
| 10 | Italien                      | Italien                      | Italien                      | 13          |
| 11 | Großbritannien               | Großbritannien               | Großbritannien               | 16          |
| 12 | Neuseeland                   | Neuseeland                   | Neuseeland                   | 21          |
| 13 | Brasilien                    | Brasilien                    | Brasilien                    | 25          |
| 14 | Vereinigte Arabische Emirate | Vereinigte Arabische Emirate | Vereinigte Arabische Emirate | 34          |
| 15 | Spanien                      | Spanien                      | Spanien                      | 40          |

(Ausgeklammerte Strafpunkte zählen als Streichergebnis nicht für das Mannschaftsergebnis)

#### Trostprüfung
Der ansonsten kaum auf Topturnieren anzutreffenden Reiter der Equipe der Vereinigten Arabischen Emirate gelang im Challenge Cup, der Trostprüfung für die nicht für die Abschlussprüfung qualifizierten Mannschaften, ihr wohl größter Erfolg dieser Saison. Nachdem sie in der Qualifikationsprüfung mit 34 Strafpunkten nur auf den vorletzten Platz gekommen waren, unterlief ihnen im Challenge Cup kein einziger Hindernisfehler. Ihren letzten Starter brauchte die Equipe gar nicht mehr an den Start bringen, da der Sieg hier bereits feststand.
Obwohl nur einer ihrer Reiter ohne Hindernisfehler blieb, kam Irland auf den zweiten Rang der Trostprüfung. Der fünfte Platz von sieben Nationen stand für Großbritannien stellvertretend für die gesamte Nationenpreissaison: Nach dem Abstieg aus der europäischen Topliga im Vorjahr kam man bei den Nationenpreisen der Europa-Liga 2 jeweils nur auf mittlere bis hintere Ränge und hatte sich überhaupt nur aufgrund der Teilnahme an allen Nationenpreisen der Liga für das Finale qualifiziert. Für Italien hingegen verlief das Finale in Barcelona untypisch im Vergleich zur übrigen Saison: Nach zwei Nationenpreissiegen hatten man die Europa-Liga 1 auf den zweiten Platz beendet. Im Finale hingegen fand man sich am Ende auf dem letzten Platz der Trostprüfung wieder.
|   | Mannschaft                   | Reiter                                   | Pferd                  | Strafpunkte | Preisgeld |
| - | ---------------------------- | ---------------------------------------- | ---------------------- | ----------- | --------- |
| 1 | Vereinigte Arabische Emirate | Abdullah Mohd al-Marri                   | Sama Dubai             | 2           |           |
| 1 | Vereinigte Arabische Emirate | Abdullah Humaid Al Muhairi               | Cha Cha Cha            | 0           |           |
| 1 | Vereinigte Arabische Emirate | Mohammed Ghanem al-Hajri                 | Pour Le Poussage       | 1           |           |
| 1 | Vereinigte Arabische Emirate | Scheich Madschid bin Abdullah Al Qassimi | Celtion                | (N.GES.)    |           |
| 1 | Vereinigte Arabische Emirate |                                          |                        | 3           | 65.000 €  |
| 2 | Irland                       | Shane Sweetnam                           | Chaqui Z               | 5           |           |
| 2 | Irland                       | Bertram Allen                            | Molly Malone V         | 4           |           |
| 2 | Irland                       | Shane Breen                              | Laith                  | 0           |           |
| 2 | Irland                       | Denis Lynch                              | All Star               | 9           |           |
| 2 | Irland                       |                                          |                        | 9           | 63.500 €  |
| 3 | Brasilien                    | Luiz Felipe de Azevedo filho             | Chacito                | 6           |           |
| 3 | Brasilien                    | Eduardo Menezes                          | Quintol                | (13)        |           |
| 3 | Brasilien                    | Yuri Mansur Guerios                      | Babylotte              | 4           |           |
| 3 | Brasilien                    | Pedro Veniss                             | Quabri de L'Isle       | 1           |           |
| 3 | Brasilien                    |                                          |                        | 11          | 53.500 €  |
| 4 | Spanien                      | Manuel Fernandez Saro                    | Santiago de Blondel    | 4           |           |
| 4 | Spanien                      | Laura Roquet Puignero                    | Sandi Puigroq          | 6           |           |
| 4 | Spanien                      | Julio Arias Cueva                        | Lennox Luis            | (17)        |           |
| 4 | Spanien                      | Eduardo Álvarez Aznar                    | Rokfeller de Pleville  | 5           |           |
| 4 | Spanien                      |                                          |                        | 15          | 43.500 €  |
| 5 | Großbritannien               | Scott Brash                              | Forever                | 4           |           |
| 5 | Großbritannien               | Guy Williams                             | Rouge de Ravel         | (AUFG)      |           |
| 5 | Großbritannien               | William Whitaker                         | Utamaro d'Ecaussines   | 1           |           |
| 5 | Großbritannien               | Ben Maher                                | Quilata                | 12          |           |
| 5 | Großbritannien               |                                          |                        | 17          | 33.500 €  |
| 6 | Neuseeland                   | Samantha McIntosh                        | Check In               | 5           |           |
| 6 | Neuseeland                   | Richard Gardner                          | Calisto                | 9           |           |
| 6 | Neuseeland                   | Daniel Meech                             | Fine                   | 6           |           |
| 6 | Neuseeland                   | Bruce Goodin                             | Centina                | (AUFG)      |           |
| 6 | Neuseeland                   |                                          |                        | 20          | 23.500 €  |
| 7 | Italien                      | Juan Carlos García                       | Gitano v. Berkenbroeck | (13)        |           |
| 7 | Italien                      | Alberto Zorzi                            | Ego van Orti           | 9           |           |
| 7 | Italien                      | Emilio Bicocchi                          | Ares                   | 5           |           |
| 7 | Italien                      | Bruno Chimirri                           | Tower Mouche           | 12          |           |
| 7 | Italien                      |                                          |                        | 26          | 17.500 €  |

(Ausgeklammerte Strafpunkte zählen als Streichergebnis nicht für das Mannschaftsergebnis)

#### Abschlussprüfung (Nations-Cup-Finale 2017)
Als Startzeit für die Abschlussprüfung des Nationenpreisfinals war Samstag (30. September 2017) um 21 Uhr vorgesehen. Da jedoch ein Flutlichtstraher ausgefallen war und ein Teil des Parcours damit in teilweiser Dunkelheit lag, verzögerte sich der Start bis auf Weiteres. Nach einer Stunde entschied man sich, einen geänderten Parcours aufzubauen, der die dunklen Teile des Platzes ausließe. Da der Flutlichtstraher dann doch wieder funktionierte, wurde der Parcours wieder in seiner ursprünglichen Form aufgestellt, die Prüfung startete dann kurz vor 23 Uhr.
Der Parcours war dem Anlass und dem Preisgeld von 1,25 Millionen Euro angepasst hoch anspruchsvoll. Die erlaubte Zeit war leistbar, doch der lange Parcours verleitete auch einige Reiter, auf Sicherheit zu Reiten und damit Zeitstrafpunkte zu kassieren. Werner Muff blieb als erster Starter mit dem erst neunjährigen Daimler ohne Fehler, die nächsten beiden Starter hingegen kamen jeweils auf acht Strafpunkte. Als erste Starterin für Deutschland ging Simone Blum mit Alice an den Start. Barcelona war ihr erster Nationenpreis überhaupt. Nach vier Strafpunkten in der Qualifikationsprüfung blieb Blum nun ohne Hindernisfehler, war jedoch 73 Hundertstelsekunden zu langsam.
Nach zwei Reitern pro Mannschaft lagen die Niederlande als einzige Mannschaft ohne Hindernisfehler in Führung. Marc Houtzager hatte die Chance, den Sieg für die Niederländer bereits hier zu erringen, doch eine gefallene Stange und damit vier Strafpunkte bei seinem Ritt verhinderten dies. Schweden hatte im Vergleich zur Qualifikationsprüfung die Mannschaft verändert, an Stelle von Rolf-Göran Bengtsson zählte nun Evelina Tovek zur Equipe. Tovek hatte eine Woche zuvor mit Castello die Global Champions Tour-Etappe von Rom gewonnen, doch in Barcelona war den beiden das Glück nicht hold. Mit 32 Strafpunkten war Tovek das klare Streichergebnis für Schweden. Auch unglücklich verlief der Nationenpreis für Kanada: Nach dem Sieg in der undotierten Qualifikationsprüfung lagen am Samstag nach drei Reitern Ergebnisse von neun, vier und neun Strafpunkten vor. Auch eine Nullrunde von dem als letzten Reiter startenden Eric Lamaze konnte nicht mehr verhindern, dass man auf den achten Rang kam.
Harrie Smolders zeigte zum Abschluss dieser für ihn hoch erfolgreichen grünen Saison 2017 nochmals eine Nullrunde mit Don, die den Sieg für die Niederlande sicherte. Smolders hätte sich keinen Hindernisfehler erlauben können, da Belgien und die Vereinigten Staaten ebenfalls mit Nullrunden ihres letzten Reiters auf insgesamt vier Strafpunkte kamen. Fünf Strafpunkte als Endergebnis waren vor dem letzten Reiter noch für Frankreich und Deutschland möglich. Nachdem Roger-Yves Bost in der Qualifikationsprüfung aufgrund einer nicht regelkonformen Veränderung an den hinteren Gamaschen (Entfernen eines harten Teils der Gamasche) disqualifiziert worden war, war er mit Sydney Une Prince auf bestem Weg zu einer Nullrunde. Doch in der Schlusslinie bekam Bost in der dreifachen Kombination nach zwei Hindernisfehlern keine passende Distanz zum dritten Sprung. Da sein Ergebnis somit ohnehin das Streichergebnis gewesen wäre, gab er auf, so dass Frankreich auf den vorletzten Rang zurückfiel. Auch Marcus Ehning bekam auf der Schlusslinie vier Strafpunkte, als er mit Pret A Tout an dem vor der dreifachen Kombination stehenden überbauten Wasserhindernis einen Abwurf hatte. Damit fiel die deutsche Equipe noch hinter die Schweiz und Schweden zurück.
|             | Mannschaft         | Reiter               | Pferd                      | 1. Umlauf | 1. Umlauf | Preis- geld |
| Strafpunkte | Mannschaft         | Reiter               | Pferd                      | Zeit (s)  |           | Preis- geld |
| ----------- | ------------------ | -------------------- | -------------------------- | --------- | --------- | ----------- |
| 1           | Niederlande        | Jur Vrieling         | Glasgow van't Merelsnest   | 0         |           |             |
| 1           | Niederlande        | Michel Hendrix       | Baileys                    | 1         |           |             |
| 1           | Niederlande        | Marc Houtzager       | Calimero                   | (4)       |           |             |
| 1           | Niederlande        | Harrie Smolders      | Don Z                      | 4         |           |             |
| 1           | Niederlande        |                      |                            | 4         | 240,31    | 417.000 €   |
| 2           | Vereinigte Staaten | Lauren Hough         | Ohlala                     | 0         |           |             |
| 2           | Vereinigte Staaten | Laura Kraut          | Confu                      | (4)       |           |             |
| 2           | Vereinigte Staaten | Beezie Madden        | Darry Lou                  | 4         |           |             |
| 2           | Vereinigte Staaten | McLain Ward          | Azur                       | 0         |           |             |
| 2           | Vereinigte Staaten |                      |                            | 4         | 237,00    | 251.000 €   |
| 3           | Belgien            | Pieter Devos         | Espoir                     | (8)       |           |             |
| 3           | Belgien            | Niels Bruynseels     | Cas de Liberte             | 4         |           |             |
| 3           | Belgien            | Jérôme Guery         | Grand Cru van de Rozenberg | 0         |           |             |
| 3           | Belgien            | Gregory Wathelet     | Coree                      | 0         |           |             |
| 3           | Belgien            |                      |                            | 4         | 238,15    | 167.000 €   |
| 4           | Schweiz            | Werner Muff          | Daimler                    | 0         |           |             |
| 4           | Schweiz            | Niklaus Rutschi      | Cardano CH                 | (8)       |           |             |
| 4           | Schweiz            | Martin Fuchs         | Clooney                    | 4         |           |             |
| 4           | Schweiz            | Steve Guerdat        | Bianca                     | 4         |           |             |
| 4           | Schweiz            |                      |                            | 8         | 237,17    | 113.000 €   |
| 5           | Schweden           | Henrik von Eckermann | Mary Lou                   | 8         |           |             |
| 5           | Schweden           | Douglas Lindelöw     | Zacramento                 | 0         |           |             |
| 5           | Schweden           | Evelina Tovek        | Castello                   | (32)      |           |             |
| 5           | Schweden           | Peder Fredricson     | Christian K                | 0         |           |             |
| 5           | Schweden           |                      |                            | 8         | 239,06    | 91.000 €    |
| 6           | Deutschland        | Simone Blum          | DSP Alice                  | 1         |           |             |
| 6           | Deutschland        | Laura Klaphake       | Catch me if you can        | 4         |           |             |
| 6           | Deutschland        | Andreas Kreuzer      | Calvilot                   | (9)       |           |             |
| 6           | Deutschland        | Marcus Ehning        | Pret A Tout                | 4         |           |             |
| 6           | Deutschland        |                      |                            | 9         | 237,44    | 75.000 €    |
| 7           | Frankreich         | Kevin Staut          | Reveur de Hurtebise        | 8         |           |             |
| 7           | Frankreich         | Pénélope Leprevost   | Vagabond de la Pomme       | 1         |           |             |
| 7           | Frankreich         | Olivier Robert       | Eros                       | 4         |           |             |
| 7           | Frankreich         | Roger-Yves Bost      | Sydney Une Prince          | (AUFG)    |           |             |
| 7           | Frankreich         |                      |                            | 16        | 225,15    | 70.000 €    |
| 8           | Kanada             | Yann Candele         | Theodore Manciais          | 9         |           |             |
| 8           | Kanada             | Tiffany Foster       | Tripple X III              | 4         |           |             |
| 8           | Kanada             | Chris Pratt          | Concorde                   | (9)       |           |             |
| 8           | Kanada             | Eric Lamaze          | Coco Bongo                 | 0         |           |             |
| 8           | Kanada             |                      |                            | 13        | 242,25    | 66.000 €    |

(Ausgeklammerte Strafpunkte zählen als Streichergebnis nicht für das Mannschaftsergebnis)